# Chronogramm

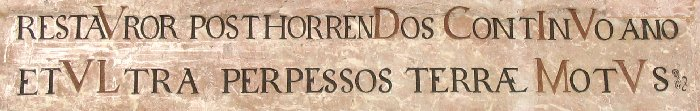
Chronogramm am Goldenen Dachl in Innsbruck. Die dargestellte Jahreszahl 1671 erinnert an die Restaurierungsarbeiten nach einem schweren Erdbeben.

Ein Chronogramm (oder Eteostichon) ist ein Satzteil, ein Satz, ein Sinnspruch oder eine Inschrift, meist ein Vers in lateinischer Sprache, in dem diejenigen Buchstaben, die auch als römische Zahlzeichen gelesen werden können (I, V bzw. U, X, L, C, D, M), in ihrer Summe die Jahreszahl des Ereignisses angeben, auf das sich der Text bezieht. Dabei sollte jedem Buchstaben, der eine Entsprechung als römisches Zahlzeichen besitzt, auch tatsächlich eine Bedeutung für die Ermittlung der Jahreszahl zukommen.
Chronogramme, bei denen als Zahl lesbare Buchstaben ignoriert werden, um die gewünschte Jahreszahl zu erreichen, werden als „unsauber“ bezeichnet. Entscheidend ist allein die Summe der Zahlenwertbuchstaben, die sonst bei römischen Zahlen übliche Subtraktion kleinerer Zahlenwerte von folgenden größeren erfolgt nicht.
Die Zahlbuchstaben sind meist hervorgehoben, etwa durch Großschreibung oder Verdickung der Buchstaben bzw. durch farbliche Abhebung mittels Rötung oder Vergoldung. Eine Besonderheit bilden Krypto(chrono)gramme, bei denen die Zahlbuchstaben nicht gekennzeichnet sind und „verborgen“ bleiben.
Der Buchstabe Y kann als I + I = 2 gezählt werden, ähnlich W als V + V = 10.

## Bedeutung und Verbreitung
Ein Chronogramm besteht aus zwei Textebenen, indem im Basistext ein Intext mit zeitlicher Aussage verborgen ist. Als okkasionelle und artifizielle Poesie repräsentieren Chronogramme eine literarische Kleinkunstform. Außerdem bilden sie einen Bestandteil der Erinnerungskultur. Die meisten Chronogramme sind in lateinischer Sprache verfasst, es sind aber auch volkssprachliche Chronogramme anzutreffen.

### Geschichtliche Entwicklung

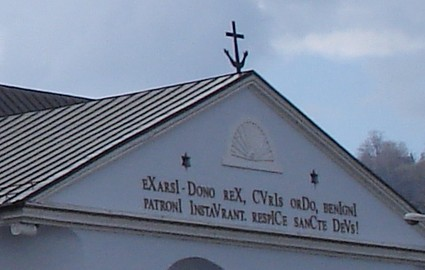
Chronodistichon an der Heiliggeistkirche in Požega in Kroatien (1842)

In der Antike waren Chronogramme noch nicht bekannt. Sie kamen im Mittelalter auf und waren besonders in der Renaissance- und Barockzeit beliebt. Ihre Blütezeit erlebte die Chronogrammatik in der ersten Hälfte des 18. Jahrhunderts. Die Anwendung dieser Verschlüsselungstechnik breitete sich in ganz Europa aus und wirkt bis in die Gegenwart nach.
Als Verschlüsselungstechnik steht die Chronogrammatik in Verbindung mit Gematrie bzw. Isopsephie. Nach griechisch-hebräischem Vorbild hat es auch Versuche zur „vollalphabetischen Verschlüsselung“ gegeben, die aber keine grundsätzliche Verbreitung gefunden haben.

### Vorkommen
Chronogramme werden hauptsächlich an Bau- und Kunstdenkmälern (an sakralen und profanen Bauwerken, Gedenksäulen, Epitaphien, Kirchenglocken, Orgeln, Sonnenuhren), auf Münzen und Medaillen (siehe Achtbrüdertaler) sowie in Hand- und Druckschriften angebracht. Erst neuere Forschungen erbrachten auch den bislang weltweit einzigen Nachweis für die Verwendung eines Chronogramms auf einem Siegel der deutschen Reichsritterschaft für das Jahr 1779.
Chronogramme werden überwiegend zum Zeitpunkt des Ereignisses angefertigt; sie können aber auch retrospektiv als Merkspruch oder Memorialzahl entstehen.
Doppel- und Mehrfachchronogramme stellen keine Besonderheit dar. Chroniken und Devotionsschriften können auch durchgängig aus Chronogrammen gestaltet sein.

## Arten von Chronogrammen
- Im reinen Chronogramm enthält jedes Wort ein Zahlzeichen („Blindwörter“ werden vermieden).
- Im natürlichen Chronogramm stehen die Zahlzeichen darüber hinaus in der richtigen Reihenfolge, z. B. AMORE MATVRITAS = MMVI = 2006.
- Von einem unsauberen Chronogramm spricht man, wenn mögliche Zahlbuchstaben unberücksichtigt bleiben.
- Als Pseudo-Chronogramm wird ein überlieferter, meist religiöser Text bezeichnet, aus dem ein Chronogramm herausgelesen wird.
- Ein Chronogramm, dessen Text dem Versmaß des Hexameter folgt, heißt Chronostichon.
- Ein Chronogramm aus Hexameter und Pentameter ist ein Chronodistichon.

Je nach zugrundegelegtem Kalendersystem kann sich die angedeutete Jahreszahl auch auf die Erschaffung der Welt (3761 vor Christus) nach dem jüdischen Kalender beziehen.

## Beispiele in aufsteigender Reihenfolge

### Bis zum 14. Jahrhundert

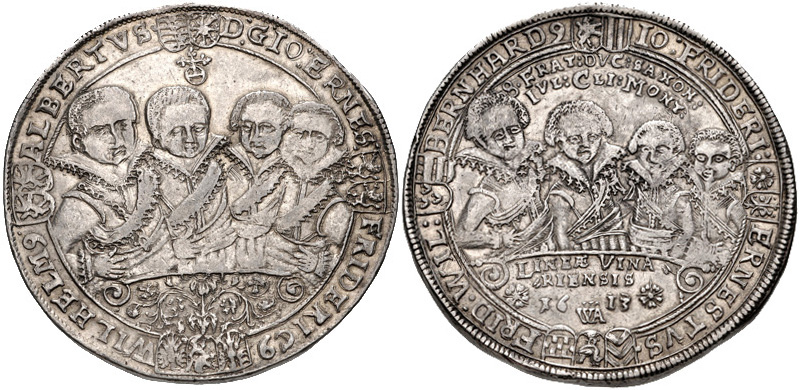
Achtbrüdertaler von 1613, Rückseite mit Chronogramm

- 810
Merkspruch von Georg Philipp Harsdörffer (1647) anlässlich der Anwendung der „theodisca lingua“:
 KarL Der grosse Vnserer teVtsChen spraChe pfLeger = DCCLLVV

- 1155
Im Chorraum der Wallfahrtskirche Maria Weinberg in Eberau (Südburgenland):
 SaLVe sanCta Mater = MCLV
 (Sei gegrüßt, heilige Mutter)

- 1156
Achtbrüdertaler des Herzogtums Sachsen-Weimar mit den Bildnissen der acht Söhne des Herzogs Johann (1603–1605); Die Umschrift auf der Rückseite wird jeweils durch zwei (unten drei) Wappen durchbrochen, über den Köpfen befindet sich die Aufschrift:
8.FRAT(res):DUC(es):SAXON(iae): / IUL(iaci): CL(iviae): MONT(ium).
(Acht Brüder, Herzöge von Sachsen, Jülich, Kleve und Berg.)
Im Abschnitt befindet sich die Aufschrift:
 LINEAE VINA = / = RIENSIS / 16 WA 13
Erklärung: Die Jahreszahl 1156 bezieht sich auf Heinrich den Löwen (1156–1180, †1195), der ebenfalls für das Erbe seines Vaters, Heinrich des Stolzen, Herzog von Bayern (1126–1138, † 1139) kämpfen musste. Sein Vetter, Stauferkönig Friedrich I. Barbarossa (1152–1190) sprach ihm erst 1156 sein Stammland Herzogtum Bayern zu.[2]

- 1282
Memorialzahl:
 franCorVM tVrbIs sICVLVS fert fVnera Vesper = MCCLVVVVVVII
 (Die sizilianische Vesper bringt Unglück über die Scharen der Franken)

- 1307
templis exilium dant C bis LILIVM = CC + MLLVII
 (Die Templer werden in die Verbannung geschickt; bis=zweimal)

- 1315
Zur schlimmen Hungersnot in diesem Jahr:
 ut lateat nullum tempus famis, ecce CVCVLLVM = MCCLLVVV

- 1345
Auf einer Votivtafel im Beginenhof in Amsterdam:
 ChrIstVs saLVator noster est, fVIt, erItqVe, fortIs, pIIs pIVs et Vere MIrabILIs In sIgnIs saCratI panIs = MCCLLVVVVVVIIIIIIIIIIIIIII
 (Christus ist unser Heiland, er war und wird sein, mächtig, für die Gläubigen fromm und wahrhaft wunderbar im Zeichen des heiligen Brotes)

### 15. Jahrhundert
- 1432
 Widmungsinschrift am Altarwerk der Gebrüder van Eyck in der Kirche St. Bavo in Gent:
 VERSV SEXTA MAI VOS COLLOCAT ACTA TVERI = MCCCLLXVVVVII
 (Durch den Vers ermöglicht euch der 6. Mai das Vollendete zu betrachten)
 Es gilt als der älteste bekannte Beleg im europäischen Raum.

- 1466
 Im Kryptochronogramm in gotischer Textura über der Eingangstür zum Kapitelsaal des ehemaligen Kreuzherrenklosters in Bentlage (bei Rheine) gilt d noch nicht als Zahlwert:
FLeCte Cor et genVa VenIaM deposCere CVra = MCCCCLVVVI
 (Beuge Knie und Herz, bitte eifrig um Vergebung)

### 16. Jahrhundert
- 1527
 Auf den „Sacco di Roma“:
 ALtera post Captos GaLLos popVLIqVe fVrores, aestas te Capta RoMa CrVenta fVIt = MCCCLLLLVVVVVII
 (Das zweite Jahr nach der Gefangennahme der Franzosen und der Raserei des Volkes war ein blutig-grausames für dich, Rom, durch deine Eroberung)

- 1531
 Reversinschrift auf einer Medaille zum Tode des Schweizer Reformators Huldrych Zwingli:
 HeLVetIae ZvIngLI DoCtor pastorqVe CeLebrIs VnDena oCtobrIs passVs In aethra VoLas = DDCCCLLLLVVVVVIIIIII
 (Zwingli, als Doktor und Pastor in der Schweiz berühmt, der du am 11. Oktober den Tod erlitten hast und im Himmelsglanz fliegst)

- 1532
 Merkspruch für das Jahr des Nürnberger Religionsfriedens ist die Kreuzesinschrift:
 IesVs nazarenVs reX IVDaeorVM = MDXVVVVII
 (Jesus von Nazaret, König der Juden)

- 1572
 Merkspruch für das Jahr der Pariser Bluthochzeit:
 LVtetIa Mater natos sVos DeVoraVIt = MDLVVVVII
 (Mutter Lutetia hat ihre Kinder verschlungen)

- 1594
Hausinschrift „Lange Straße 36“, Detmold
TV RERVM CVSTOS EXSTRVCTA HAEC TECTA POTENTER ALIS SVB GRATIS PROTEGE CHRISTE TVIS
(Du Herr der Dinge, bewahre im Schutz deiner gnädigen Flügel mächtig und kraftvoll, Herr Christ, dies neuerrichtete Haus.)[3]

- 1599
 Am Taufstein in der St.-Martins-Kirche in Stolberg:
 hIC ILLe fons noXa et sorDe graVatos CVIVs eLVta DeI VoCe repVrgat aqVa = DDCCCCLLLXVVVVVVVIIII
 (Dies ist der Brunnen, dessen Wasser, durch Gottes Wort entsühnt, alle mit Schuld und Schmutz Beladenen reinigt)

- 1599
 Am Rathaus von Hannoversch Münden:
 IVstItIae fIgat Leges MVnDae IpsVs IesVs faXIt et natos IoVe IVra beent = MDLXVVVVVVIIIIIIIII
 (Jesus selbst möge für Münden die Gerechtigkeit festlegen und bewirken, dass die Rechte die unter Jupiter Geborenen beglücken)

### 17. Jahrhundert

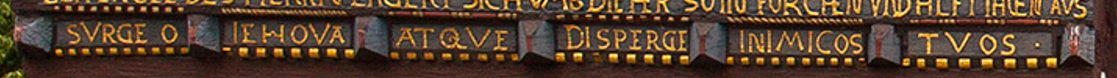
1625, Hausinschrift „Lange Straße 1“, Bad Salzuflen

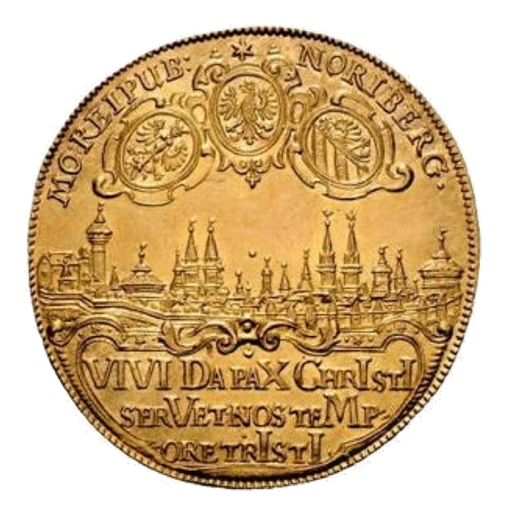
4 Dukaten, Nürnberg

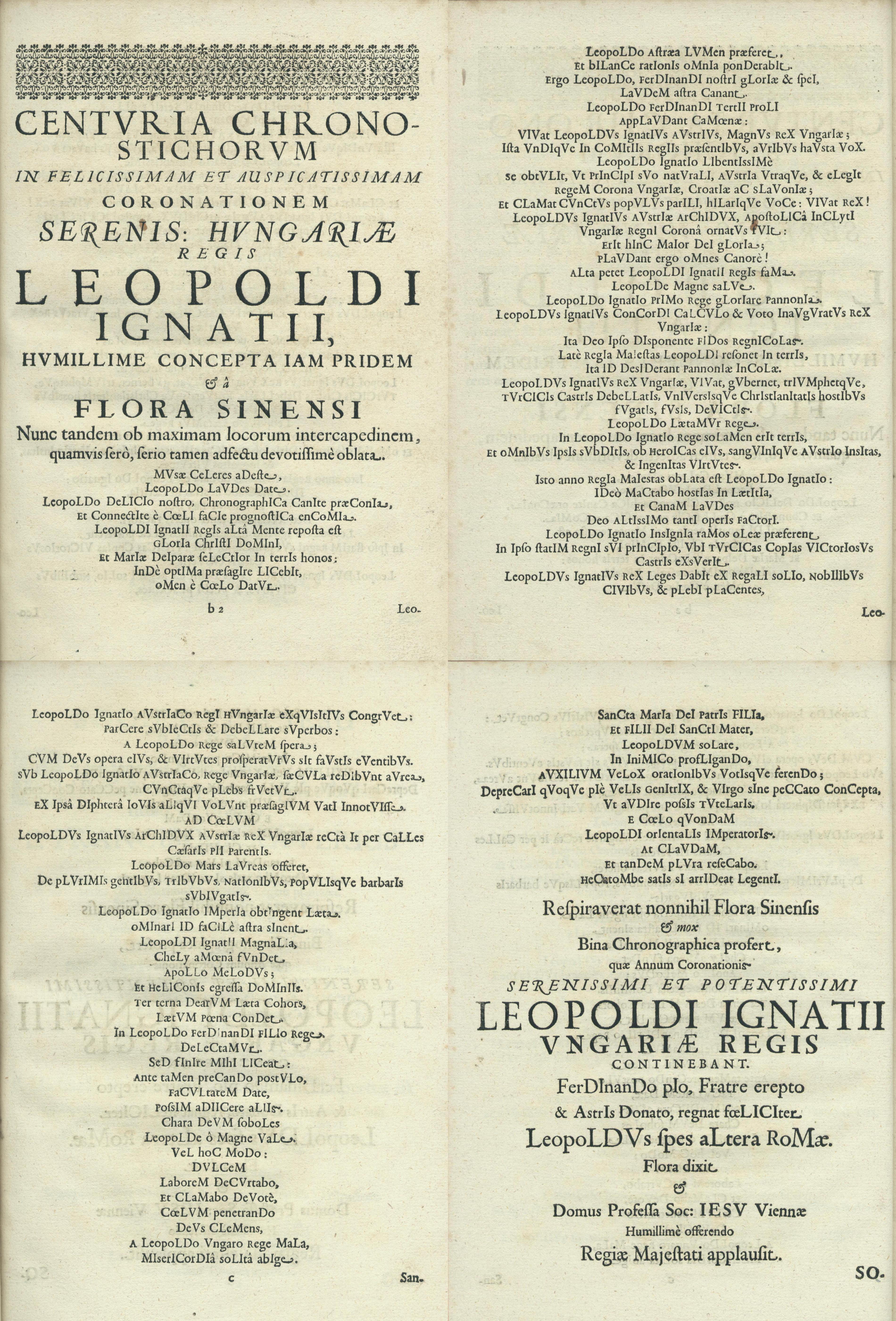
„Centuria Chronostichorum“ aus der Flora sinensis von Michał Boym mit etwa 100 Chronogrammen zum Jahr 1655

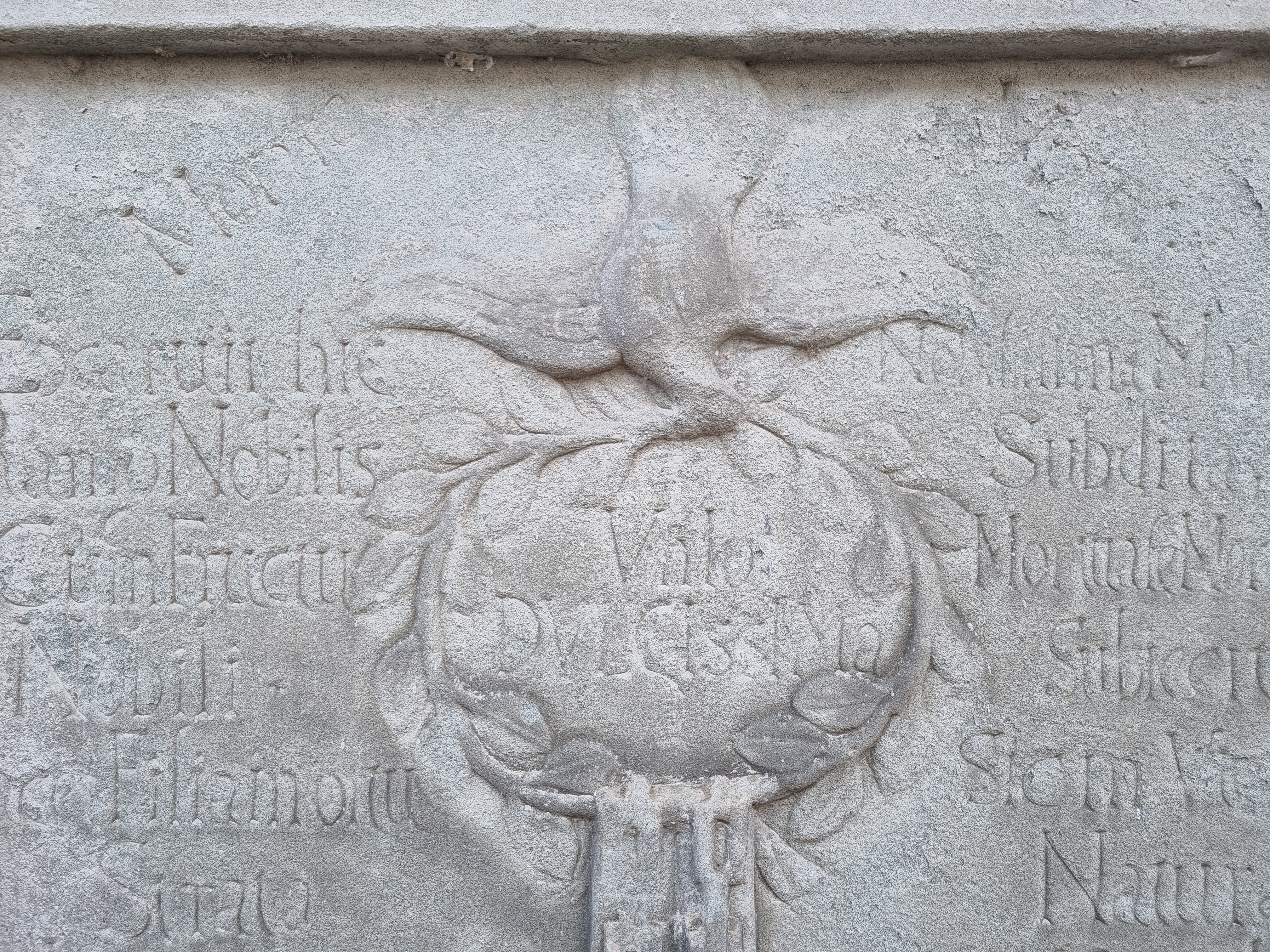
Öhningen (1663)

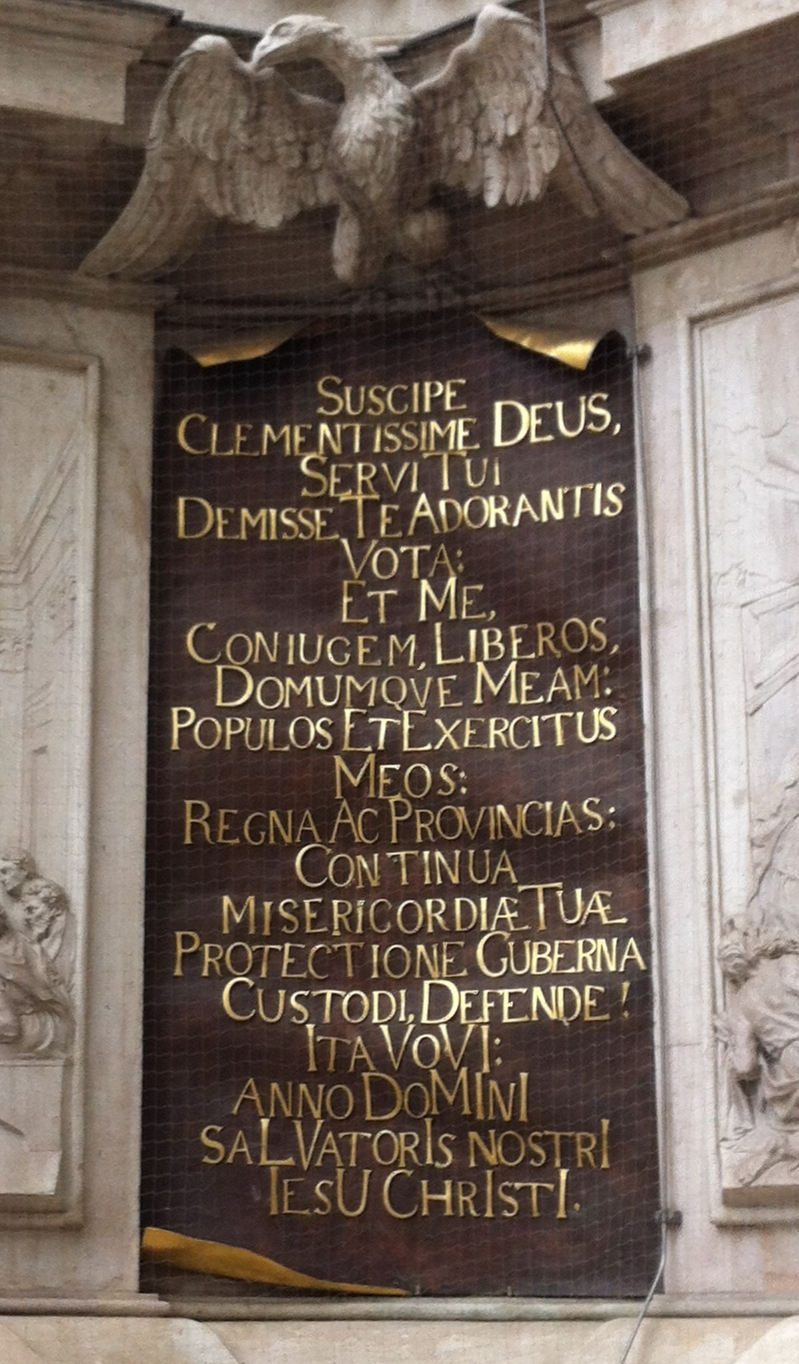
Pestsäule in Wien (1679), Chronogramm in den letzten vier Zeilen

- 1603
 Zur Erinnerung an den Tod von Königin Elisabeth I. von England:
 My Day Closed Is In Immortality = MDCIII[4]

- 1619
 Bezeichnung Kurfürst Friedrichs V. von der Pfalz als Winterkönig von Böhmen auf einem kaiserlichen Flugblatt:
 FrIDerICVs I. reX hyeMI = MDCXVIIII

- 1620
Hausinschrift „Am Markt 38“ (Brandes’sche Apotheke), Bad Salzuflen
DANTE DEO IOVA NIL VALET INVIDIA
(Wenn Gott, der Herr, (es) vergönnt, vermag der Neid nichts)

- 1621
Wappenstein an der Salzufler Solequelle auf dem Salzhof
IOVA VIVIT SALIS DOMINUS LARGITOR ET AUTOR
(Jehova lebt, er ist der Herr, der Spender und Schöpfer des Salzes)[5]

- 1621
Hausinschrift „Lange Straße 7“, Bad Salzuflen
Anmerkung: Einige Buchstaben wurden nicht berücksichtigt und ein „T“ durch eine spätere, fehlerhafte Ausbesserung größer geschrieben. Es handelt sich um einen Doppelvers des eligischen Distichons.
SIT LARIBVS NOSTRIS OPTO CONCORDIA CONSTANS – NOSTER ET ASSIDVO LVCEAT IGNE FOCVS – DOMINVS PROVIDEBIT
(Es sei unserem Haus, (so) wünsche ich, beständige Eintracht (beschieden), und unser Herdfeuer möge in unablässiger Glut leuchten – der Herr wird für uns sorgen)[6][7]

- 1623
Haus aus Kirchhundem-Flape im Kreis Olpe, heutiger Standort im LWL-Freilichtmuseum Detmold:
EXTRVXERE ADES HANS ET CATARINA IVGALI STRICTI VINCLO QVAS DVLCIS REX SERVET IESVS
(Hans und Catarina, durch das eheliche Band vereint, haben (dies) Haus errichtet, das Jesus, der süße König, bewahren möge)

- 1623
 Ein Pseudochronogramm zu Ovid (Tristia III 7, 42), das sich auf die Nachwehen der Kipper- und Wipperzeit bezieht und zugleich als typographische Datierung der Schrift Vermahnungspredigt zur christlichen Beständigkeit von Fabianus Natus dient:
 IrVs et est sVbIto, qVI MoDo CroesVs erat = MDCVVVVIII
 (Bettler ist plötzlich, wer eben noch ein Krösus war)

- 1625
Hausinschrift „Lange Straße 1“, Bad Salzuflen:
SVRGE O IEHOVA ATQVE DISPERGE INIMICOS TVOS
(Erhebe dich, Jehova, und zerstreue deine Feinde.)

- 1630
Hausinschriften „Turmstraße 23“, Bad Salzuflen; ein Chronogramm und ein Chronostichon:
GLORIA SIT DEO PAX IN TERRA . ET HOMINIBVS BONA VOLVNTAS
(Ehre sei Gott, Friede auf Erden und den Menschen ein Wohlgefallen)
PRINCIPIVM DEVS AETERNVS FINISQVE BEATVS
(Anfang zugleich ist der ewige Gott und seliges Ende)

- 1631
Inschrift einer Amtsstube für den Salzschreiber in Bad Salzuflen.
IOVA SALIS VIVIT DOMINVS LARGITOR ET AVTOR
(Gott lebt, er ist der Spender und Schöpfer des Salzes. I+V+L+I+V+I+V+I+D+M+I+V+L+I+V = 1631, Jahr der Erbauung.)[8]

- 1631
4 Dukaten der Stadt Nürnberg, siehe Abbildung rechts.
VIVIDA PAX CHRISTI SERVET NOS TEMP=ORE TRISTI
(Christi lebendiger Friede rette uns in dieser unglücklichen Zeit) [Anmerkung: des Dreißigjährigen Krieges]

- 1642
 Lateinisch-englisches Doppelchronogramm zum Beginn des Englischen Bürgerkrieges (1642–1649):
 TV DeVs IaM propItIVs sIs regI regnoqVe hVIC VnIVerso = MDCVVVVVVVIIIIIII
 O goD noVV sheVV faVoVr to the kIng anD thIs VVhoLe LanD = DDDLLVVVVVVVVII

- 1655
 „Centuria Chronostichorum“ aus der Flora sinensis von Michał Boym mit etwa 100 Chronogrammen, die alle das Jahr 1655 ergeben, in dem Kaiser Leopold I. zum König von Ungarn gekrönt wurde. Die ersten beiden lauten:
 MVsæ CeLeres aDeste, LeopoLDo LaVDes Date
 (Herbei, flinke Musen, preiset Leopold)

- 1656
Ein Chronodistichon in der ehemaligen Hausinschrift „Schwalenberg Nr. 45“ (Pastor Obenolius Haus)
HAS AEDES NVTV FECERVNT PASTOR ET VXOR HERMANNVS TRINI PAXQVE BONA INSIT IIS
(Hermann, der Pfarrer, und seine Gemahlin erbauten dies Haus hier auf der Dreieinigkeit und Friede mög' wohnen darin.)[9]

- 1659
Über dem Barockportal des „Meindersschen Hofs“, Obernstraße 40, Bielefeld:
SOLVS IOVA DOMVS SIT AVTOR ET FAVTOR / VIVENTES IN EO PAX QVE SALVE BEET
(Gott allein soll dies Haus hüten, schützen und fördern, den in ihm Wohnenden mögen Friede und Wohlstand zuteilwerden.)

- 1663
Grabstein für die am 25. Juni 1663 verstorbene Johanna Kleinbroll an der Südwand der Totenbruderschaftskapelle in der baden-württembergischen Gemeinde Öhningen am Untersee des Bodensees:
VnIo DVLCIssIMa
(Glückseligste Vereinigung (mit Gott))[10]

- 1666
 Zum Großen Brand von London:
 LorD haVe MerCI Vpon Vs = MDCLVVVI[4]

- 1666
Reichstaler des Fürstentums Braunschweig-Wolfenbüttel, zum Tode von August dem Jüngeren (1579–1666); drei Chronogramme auf der Münze:
1) OMNIA NON NISI PROVIDO ET VEGETO CONSILIO
(Alles nur nach umsichtiger und reiflicher Überlegung.)
2a) QVAE LAETA FRONDE VIREBAM - NVNC
2b) RIGVI - SIC TRANSIT GLORIA MVNDI
(Einst stand ich da in üppigem Laub - jetzt starre ich empor. So geht die Herrlichkeit der Welt dahin.)

- 1671
 Unterhalb des Goldenen Dachls in Innsbruck wurde eine Inschrift angebracht, die an die Restaurierungsarbeiten nach den heftigen Erdbeben von 1670/1671 erinnern soll:
 restaVror post horrenDos ContInVo anno et VLtra perpessos terrae MotVs = MDCLVVVVI
 (Ich werde nach den schrecklichen Erdbeben, die ununterbrochen in diesem Jahr und darüber hinaus erlitten worden sind, wiederhergestellt)

- 1671
Hausinschrift „Mittelstraße 43“, Horn; in Unkenntnis hat man während einer Renovierung im Jahr 1975 fehlende Buchstaben falsch ergänzt:
NEMO GAVDET IN VTOGVE SECVLO I
(Niemand freut sich in beiden Welten.)[11]

- 1674
 Zum Erscheinungsjahr des Apostolischen Fluch-Spiegels von Johann Georg Mestwert:
 Im Jahre EI fLVCh fLeVCh fLVChs hIn nVs ChrIsten MensChen sInn! = MCCCCCLLLVVVVIIII

- 1679
 Inschrift an der Wiener Pestsäule, mit U für V:
 Ita VoVI: Anno DoMInI saLVatorIs NostrI IesU ChrIstI = MDCLVVVVIIIIIIIII
 (So habe ich gelobt im Jahre [1679] des Herrn, unseres Erlösers Jesu Christi)

- 1682
 Inschrift an der neuen Orgel von Maria Plain, mit W für VV:
 ALPHONSVS ABBAS MONASTERII WEINGARTENSIS DEIPARÆ VIRGINIS HONORI FIERI FECIT = MDCLVVVVIIIIIIIIIIII
 (Alfons, Abt des Klosters Weingarten, ließ [das] zur Ehre der jungfräulichen Gottesgebärerin errichten)

- 1685
 Niederdeutsche Druckangabe zum Buch Musa Nocturnia Murnerana von Nikolaus Baer (1639–1714):
 Im Jahr, barsten VVIL Van nIIeD De kater, bLIVT Int graV Der VLen hater = DDDLLLVVVVVVIIIII

- 1687 Auf einer Bronzeglocke von Jacob Pappe (Erfurt) in Hohenfelden:

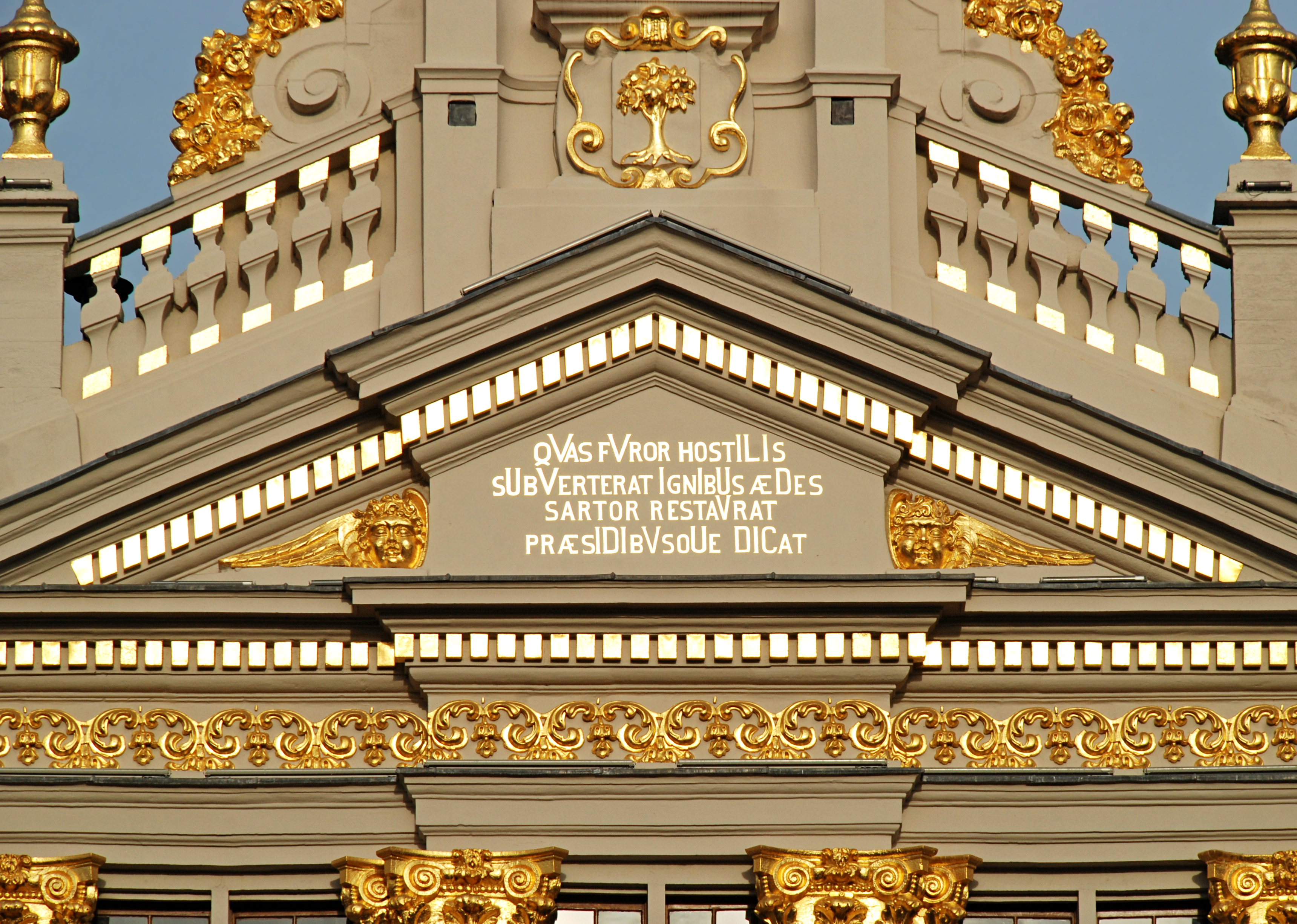
Gildehaus am Grand-Place/Grote Markt in Brüssel (1697)

 PRINCIPE FRANCISCO ANSELMO PROPRINCIPE VVALPOTH, W(2x V)AGTELO SATRAPA. BINA HAEC FVIT AERE REFVSA
 (Das Chronogramm benennt das Gussjahr)

- 1697
 Das Chronogramm im Giebel des Gildehauses am Grand-Place/Grote Markt in Brüssel nennt „1697“, die Jahreszahl des Baubeginns:
 QVAS FVROR HOSTILIS SVBVERTERAT IGNIBVS ÆDES SARTOR RESTAVRAT PRÆSIDIBVSOVE DICAT

- 1698
 Im Erdgeschoss des Pfarrhauses von Schuttern, dem ehemaligen Refektorium des Klosters Schuttern:
 qVas Intras aeDes Vt Lapsas paene IaCobVs restItVIt MVsIs habItantIbVs ante reVoVIt 
(Das Haus, das du betrittst und fast verfallen war, hat Jakobus wiederhergestellt und den Musen geweiht, die schon zuvor hier wohnten)

- 1700
Im Gedenkbild von Peter Schenk dem Älteren zur Königskrönung Friedrichs III. von Brandenburg:
CRESCAT DEO PROMOTORE
(Er wachse mit Gottes Förderung)[12]

### 18. Jahrhundert

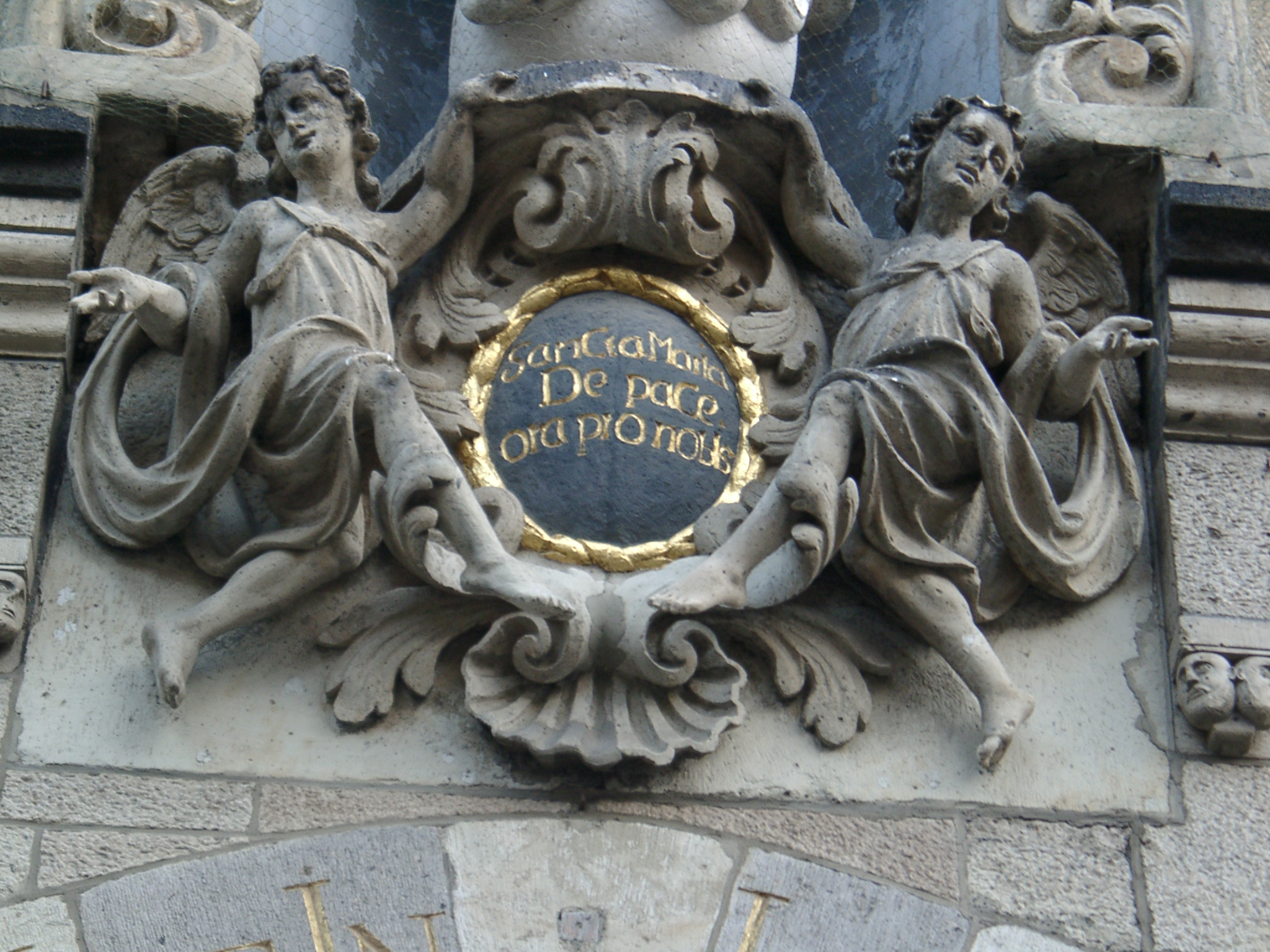
Koblenz (1702)

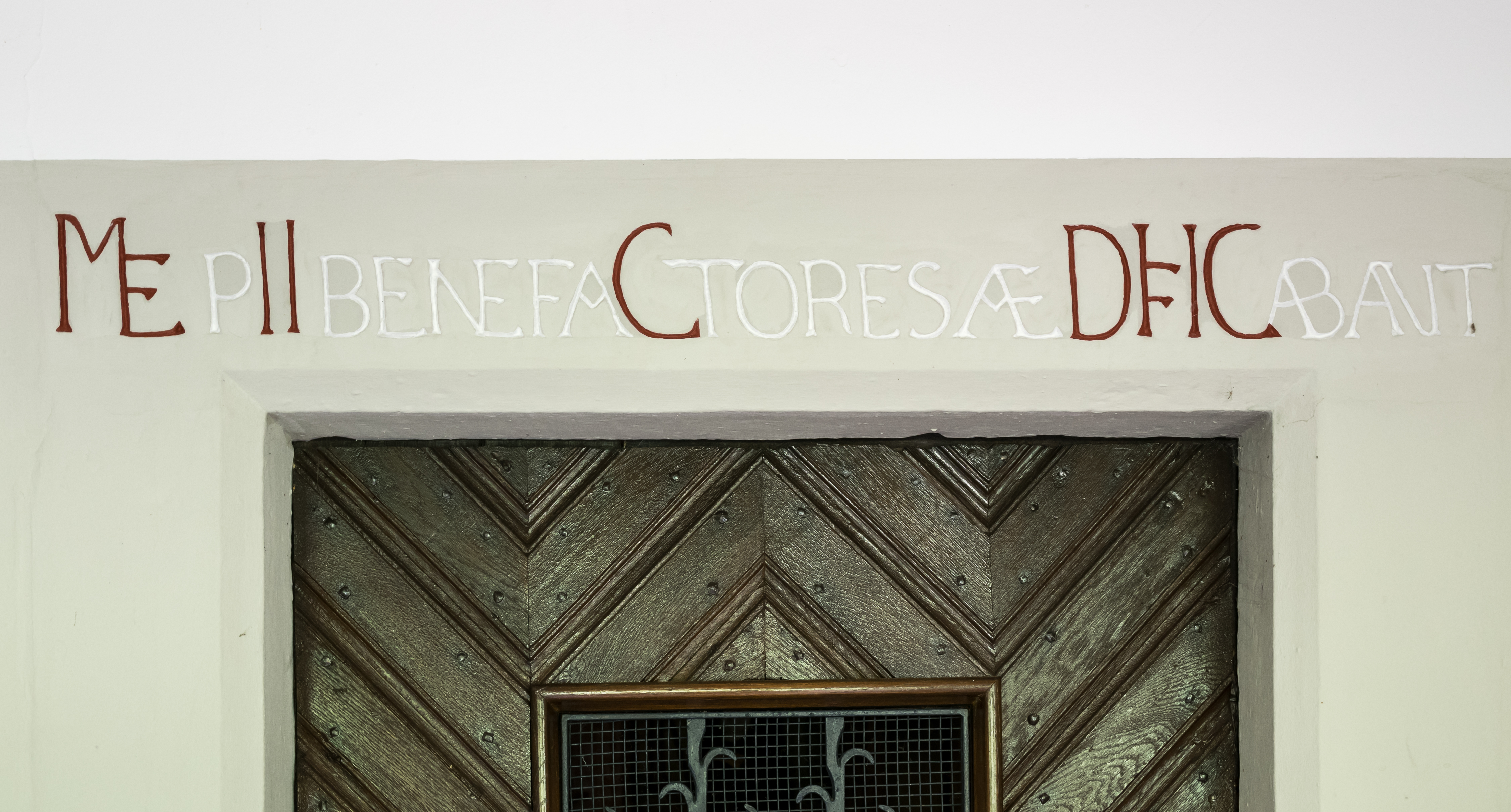
Antoniuskapelle Neuenheerse (1704)

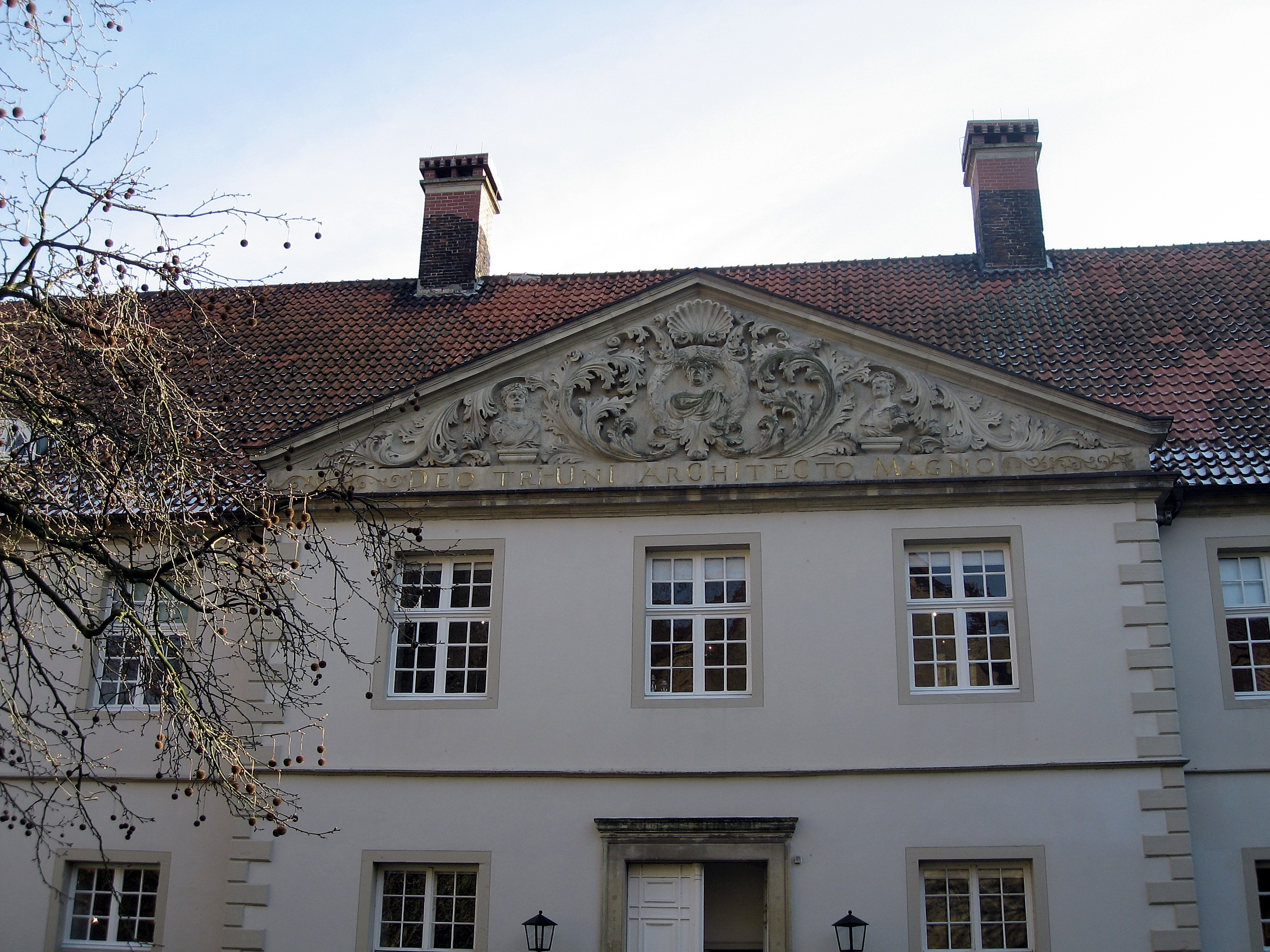
Schloss Cappenberg (1708)

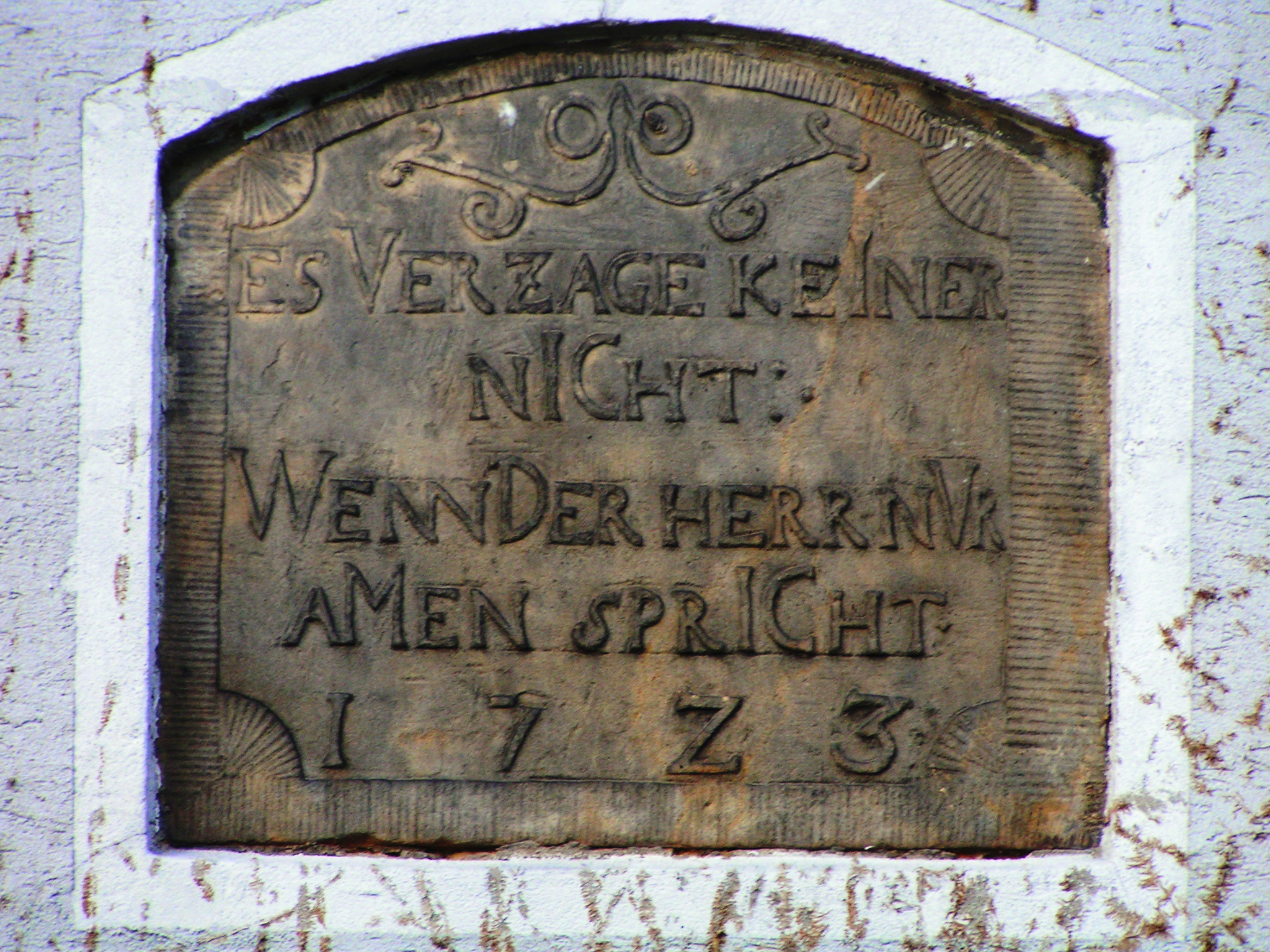
Hagen (Neustadt am Rübenberg)

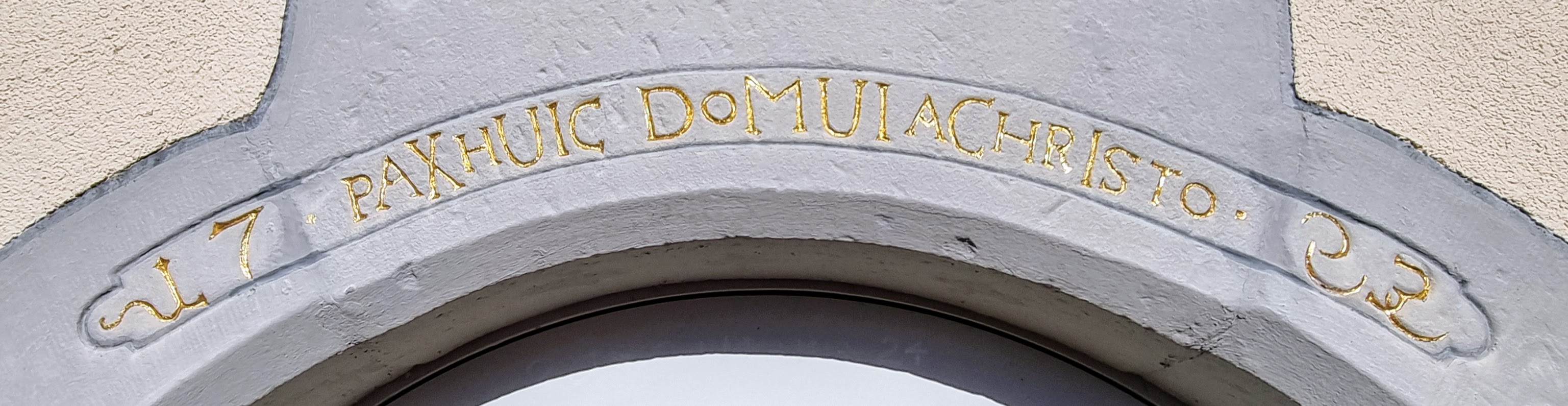
Pfarrhaus Ramsen (1723)

Marienrode (1724)

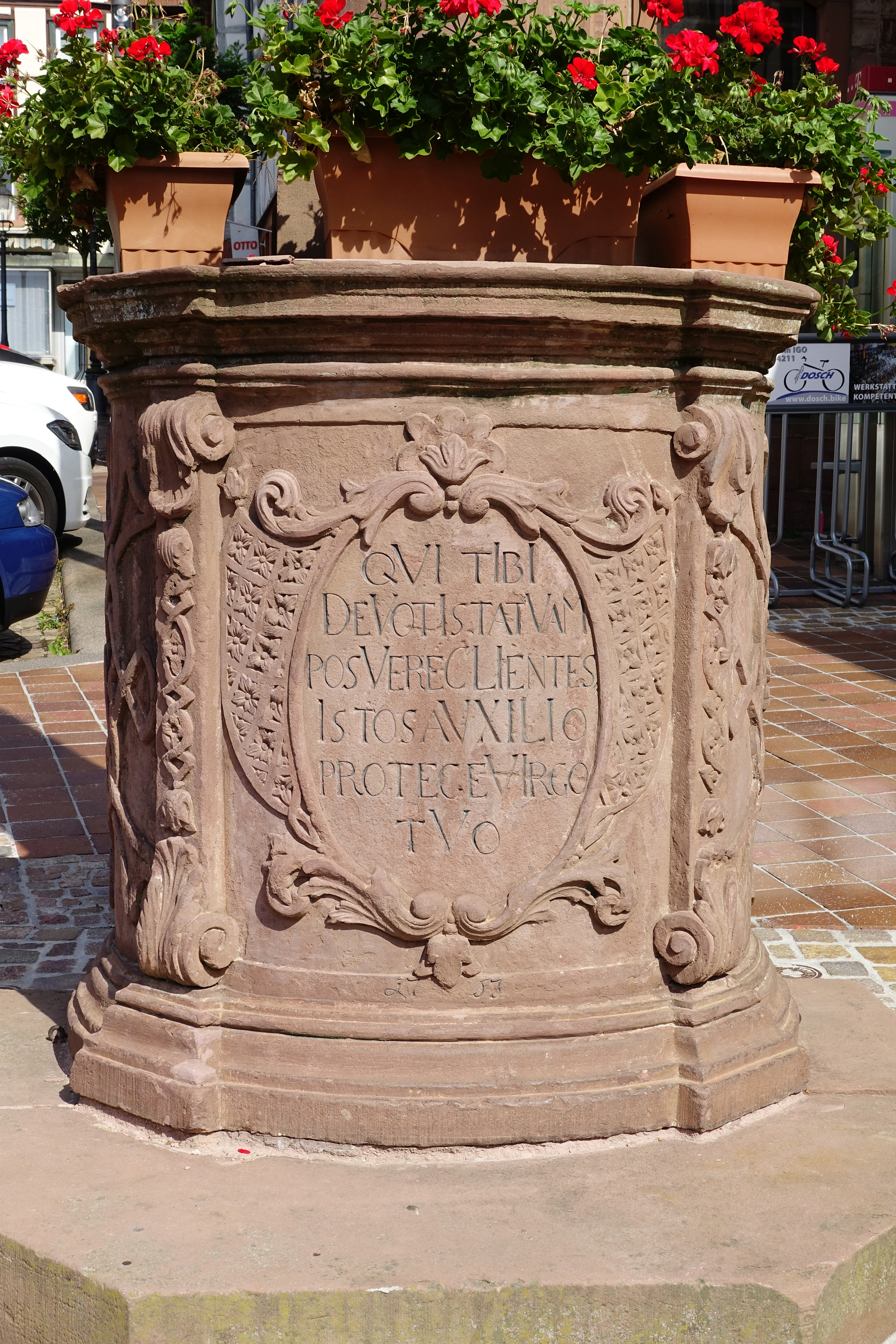
Mariensäule in Buchen (Odenwald), 1754

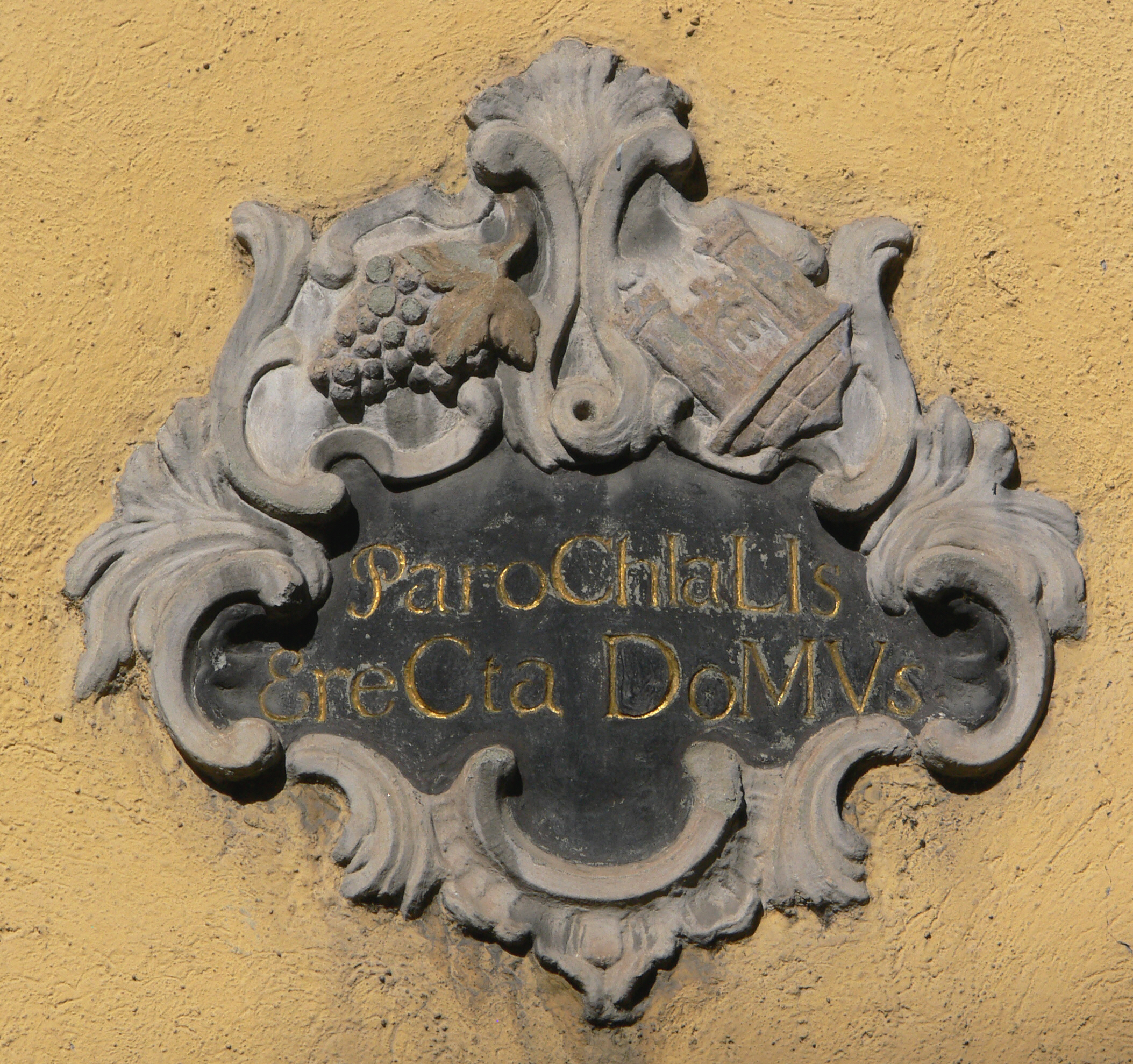
Am Ravensburger Pfarrhaus „Liebfrauen“

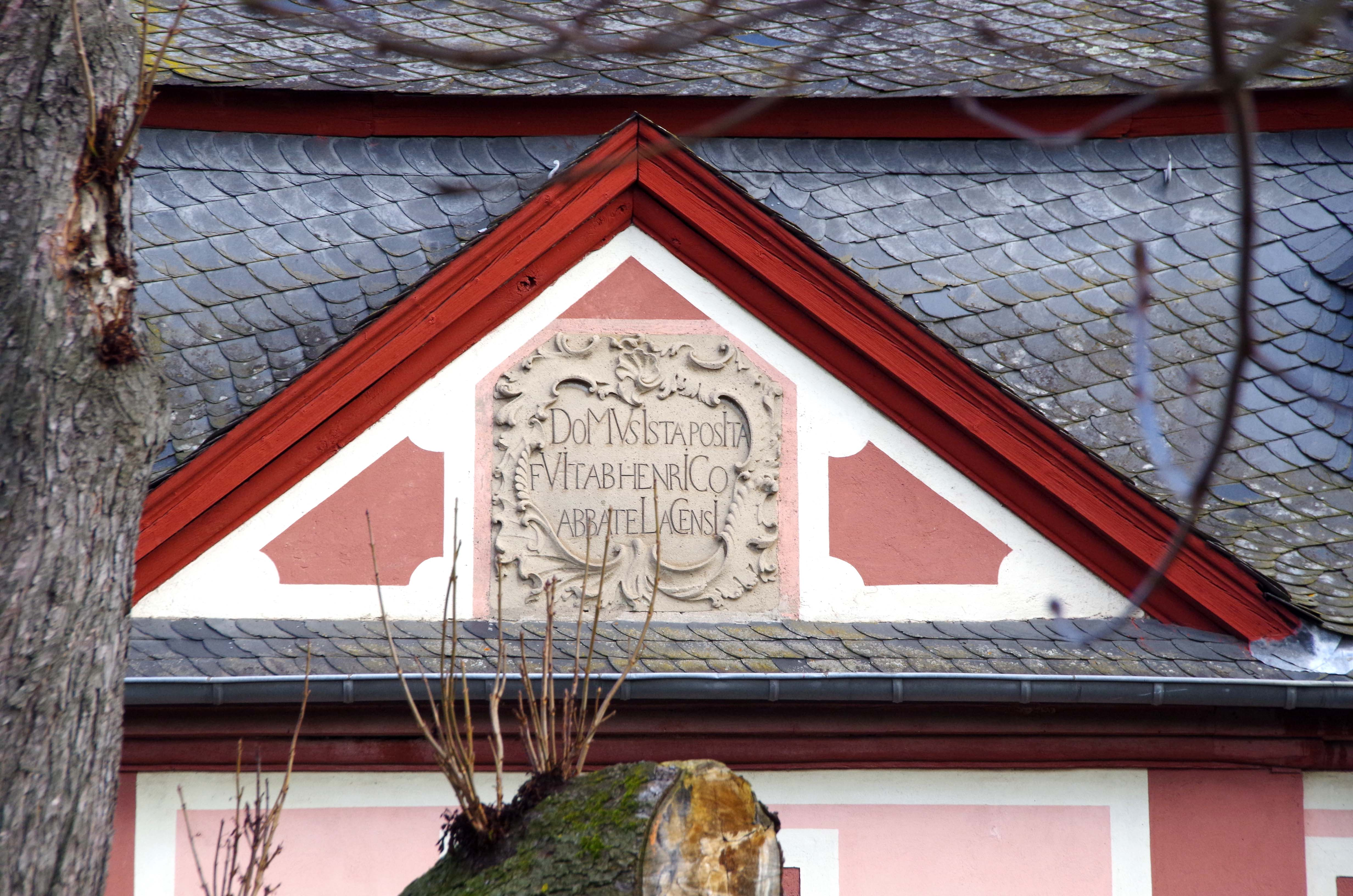
Fraukircher Hof

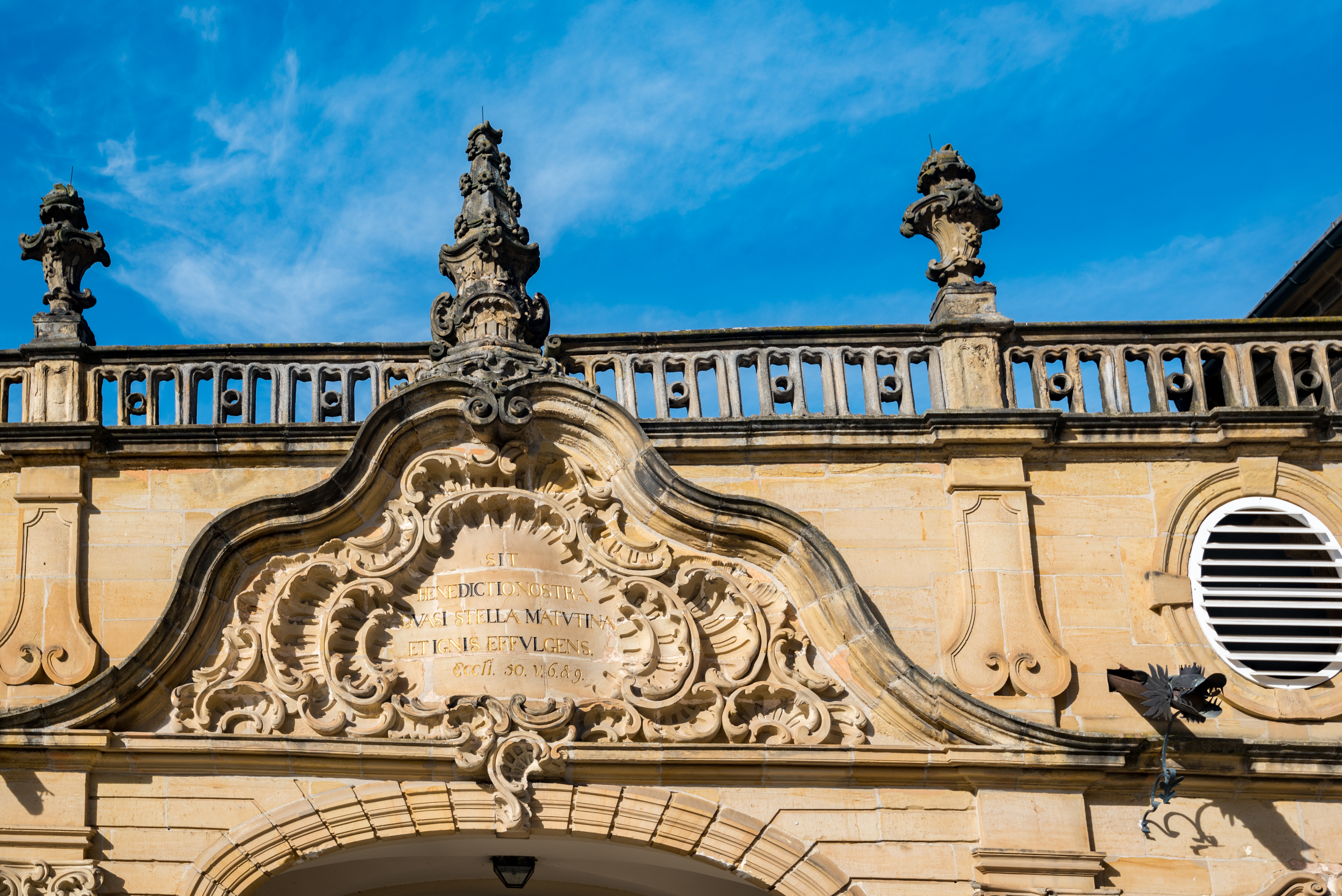
Hofeinfahrt Kloster Banz (Hofseite)

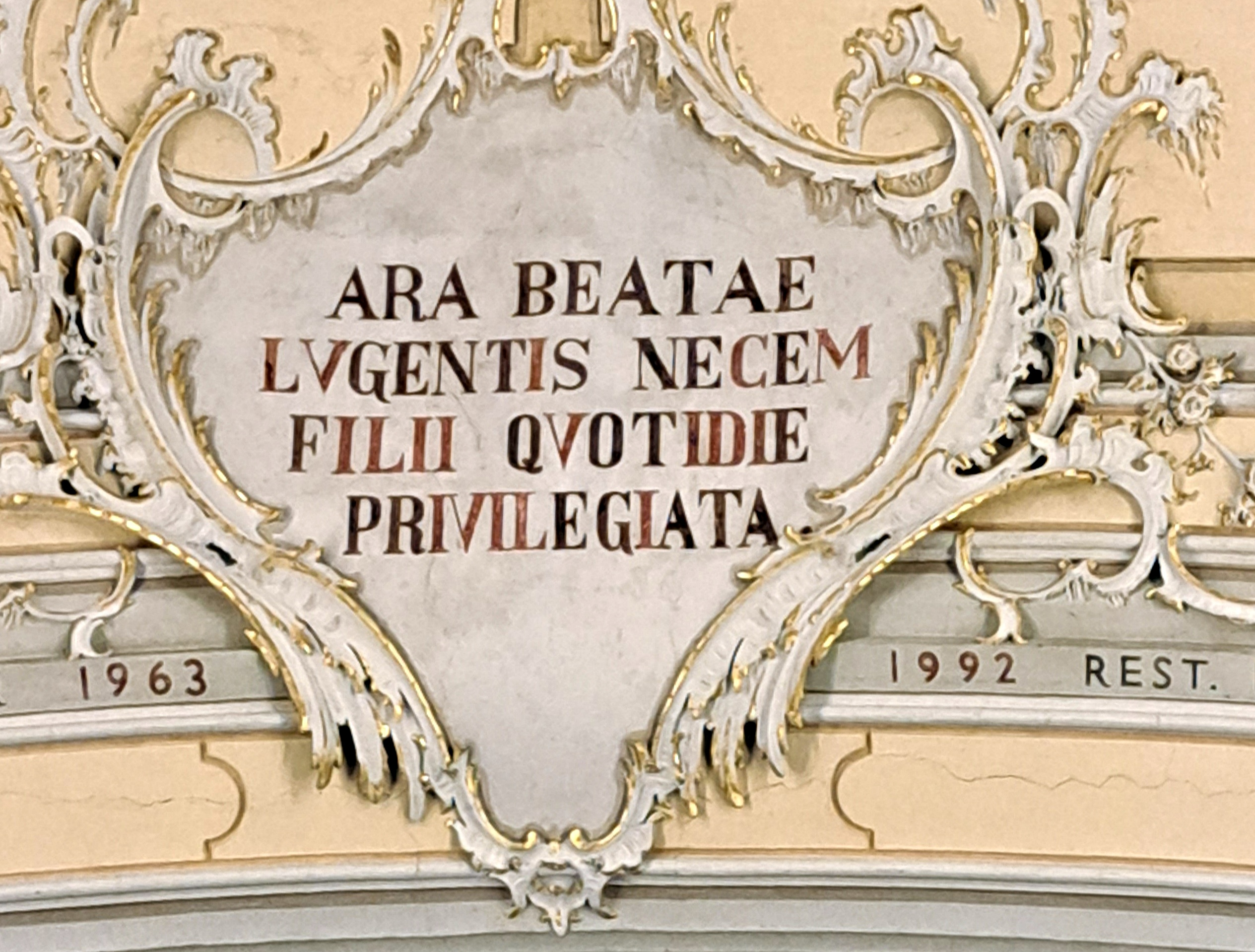
Chronogramm (Chronostichon) in der Kirche am Pöstlingberg in Linz

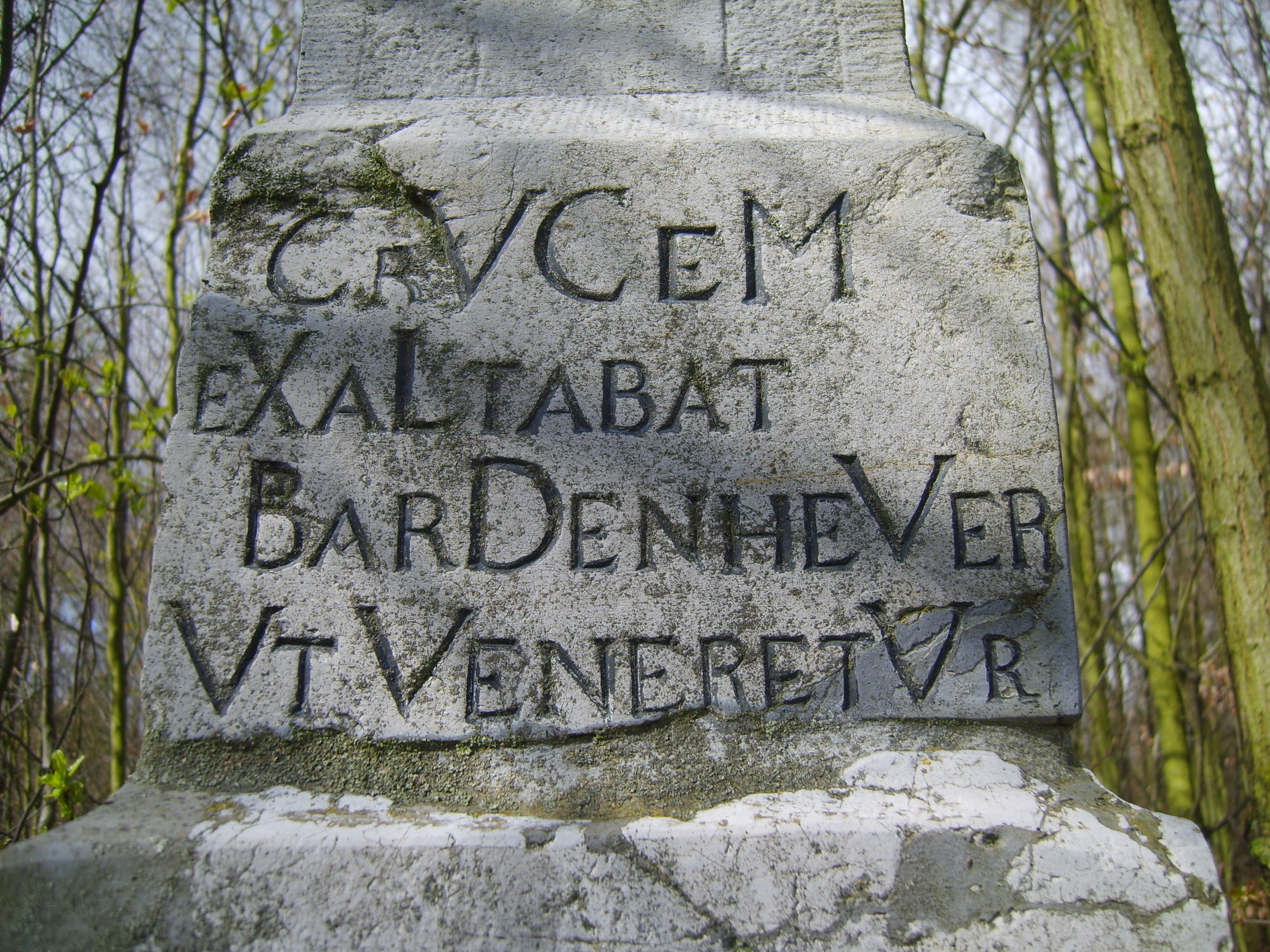
Eschweiler (1785)

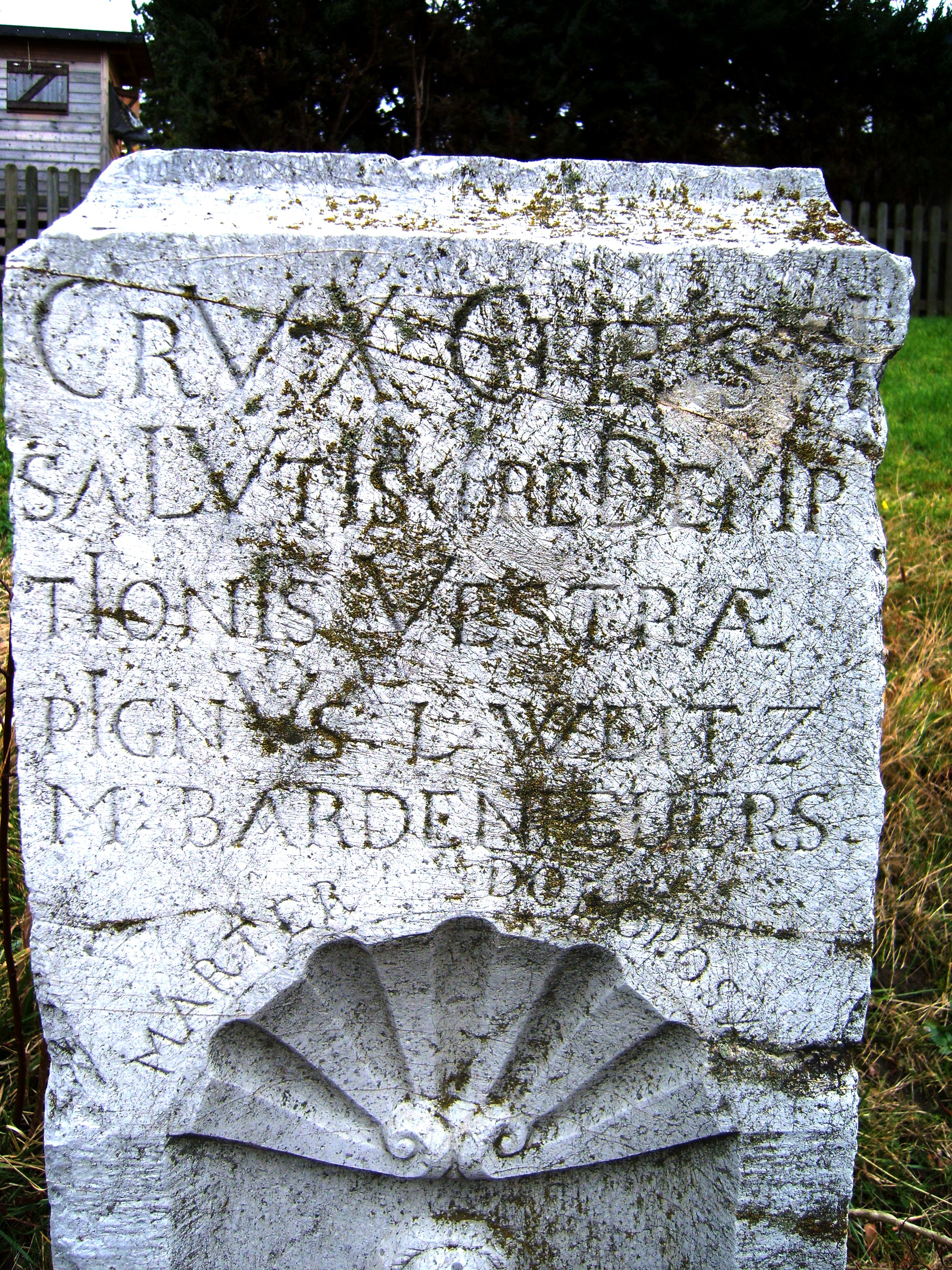
Eschweiler (1786)

- 1701
Auf der Titelseite eines Buchs zum Spanischen Erbfolgekrieg:
NeCeM pro FIDe CÆSAREA = MDCCI[13]

- 1702
Unter einer Marienstatue an der Fassade der Liebfrauenkirche zu Koblenz:
 sanCta MarIa De paCe ora pro nobIs = MDCCII
 (Heilige Maria vom Frieden bitte für uns)

- 1704
An der 1704 erbauten Antoniuskapelle im Bad Driburger Stadtteil Neuenheerse:
ME PII BENEFACTORES AEDIFICABANT = MDCCIIII
(Meine frommen Wohltäter haben mich bereichert)

- 1706
An der Kanzel in der Pfarrkirche in Malschwitz, mit Y für II:
 Ebenezer bIs hIerher hat Vnser gott seIne hVLfe Vns erVVIesen, er seY aVCh In IesV nahMen IeDerzeIt Von Vns geprIeßen = MDCLVVVVVVVVVIIIIIIIIIII

- 1708
Inschrift im Stiegenhaus des Schloss Laudon in Wien:
hIC noCtes regIna DVas hIspana Manebat = MDCCVIII
IaM CaroLo Laete nVpta prIore DIe. = MDCLLVIII
InnVMeros parIt haeC praesentIa rara DeCores. = MDCCVIII
sIt nobIs posthaC CharIor ergo DoMVs. = MDCCVIII
(Hier verbrachte die spanische Königin, schon am Vortag mit Karl fröhlich vermählt, zwei Nächte. Ungezählten Glanz bereitet dieser seltene Besuch. Möge uns also das Haus hinfort umso teurer sein.)

- 1708
Inschrift im Giebel über dem Schlosseingang von Schloss Cappenberg in Cappenberg:
DEO TRI VNI ARCHITECTOR = MDCCVIII
(Dem dreieinen Gott, dem großen Architekten)

- 1709
 Zum Sieg der britischen Truppen über die französischen in der Schlacht bei Malplaquet:
 LILICIDIVM = MDCLLVIIII
 („Lilientötung“ – eine Anspielung auf das damalige französische Nationalsymbol, die Bourbonenlilie)

- 1710
 Am Pfarrhaus in Marktbreit am Main:
 AeDes hVC posItae perstent In noMIne ChrIstI = MDCCVIIIII
 (Das hierher gestellte Haus möge in Christi Namen Bestand haben)

- 1713
Böttingerhaus in Bamberg, über dem Gewölbe der Tordurchfahrt:
DEO CONFISA SVO TRANQVILLA MANEBIT
(Wenn die Hausgemeinschaft auf Gott vertraut, wird sie immer in Frieden leben.)

- 1715
 An der ehemaligen Klosterkirche St. Joseph in Gronau (Leine):
 DeVs CertVs aspeCtor MeVs = MDCCVVV
 (Gott schaut mich an mit sicherem Blick)

- 1717
 Portal der Namen-Jesu-Kirche Bonn:
 a patrVo ereCtVM nepos DICaVIt = MDCCVVVII
 (Vom Onkel errichtet, hat es der Neffe geweiht)

- 1721
An der südlichen Außenwand der St.-Marien-Kirche in Kirchen-Hausen, Ortsteil der Stadt Geisingen im baden-württembergischen Landkreises Tuttlingen, erinnert ein Text an Maria Anna Theresia de Wessenberg:
 HoDIe MIhI Cras tIbI (= DIMIICII/1605)
 Lege LVge qVI faVes (= LLVVIV/116; 1605+116=1721, ihr Sterbejahr)
 MarIa Anna TheresIa eX perILLVstrL sangVIne (= MIIXILLVIVI/1125)
FreIbergensI progenIta baronI De VVessenberg (= IIIIDVV/514)
 Vere VnIta seX proLes enIXa est (= VVIXLIX/82; 1125+514+82=1721)
 seD heV DoLor eX partV seXto InofeLIX (= DVDLXVXILIX/1142)
 DesIIt fLorere (= DIIL/552; 1142+552=1694, ihr Geburtsjahr)
 et VIVere qVarta aVgVstI aetas (= VIVVVVI/27, ihr Alter)
 erraVI aeternVM VICtItat ILLa DIIs (= VIVMVICIILLDII/1721; 1694+27)
Übersetzung: Heute mir, morgen dir (der Tod). Lies, trauere, der du andächtig schweigst: Maraia Anna Theresia, aus dem edlen Freyberger Baronenblute stammend, standesgemäß verheiratete von Wessenberg, hat sechs Kinder geboren. Aber, o weh, welch unheilvoller Schmerz. Bei der sechsten Geburt hörte sie auf zu blühen und zu leben am 4. August im Alter von (27 Jahren, im Chronogramm zu addieren). Ich habe gefehlt, jene jedoch lebt ewig im Göttlichen weiter.[14]

- 1722
 An der Pestsäule in Wallerstein:
 Vasta LVes patrIa sIt proCVL atqVe DoMo = MDCLLVVVVII
 (Die wüste Seuche sei fern von Heimat und Haus)

- 1723
 Am Portal der Schlosskapelle von Schloss Greifenstein (Fränkische Schweiz):
 VIrtVs DeILLo eXIbat aC sanabat oMnes Luc. 6 = MDCLLXVVIII
 (Es ging eine Kraft von ihm aus und heilte alle. Lukas 6, 19)

- 1723
 An der Jakobus-Kirche in Hagen (Neustadt am Rübenberge):
 ES VERZAGE KEINER NICHT, WENN DER HERR NVR AMEN SPRICHT.

- 1723
Am ehemaligen Kornspeicher des Klosters Hardehausen:
ÆDIFICATVM0SVB0LAVRENTIO0PRÆSVLE

- 1723
Am Rundbogen des Pfarrhauses der Schweizer Gemeinde Ramsen im Kanton Schaffhausen:
paX hVIC DoMVI a ChrIsto
(Friede (sei) diesem Hause von Christus)[10]

- 1724
 An der St.-Nikolaus-Kirche in Vianden:
 SANCTE TVOS CVSTOS NICOLAE TVERE CLIENTES CORPORIS AC ANIMÆ TVTOR ORARE POTENS = MCCCCCCLLVVVVIIII
 Übersetzung Version1: (Heiliger Wächter Nikolaus, Starker Beschützer des Körpers und der Seelen, wir bitten dich: Schütze deine Kinder.) Version 2: (Heiliger Wächter Nikolaus, beschütze deine Anvertrauten, mächtiger Beschützer, bitte für Leib und Seele)

- 1724
 Am Kloster Marienrode:
 PaX hVIC aeDI, DabIt hos faVores IesVs et VIrgo pIa, ne fVrores noXII sVrgant, rapIDIVe VentI sInt vIoLentI = DDDCLXXVVVVVVVVIIIIIIIIIIIIII
 (Friede diesem Hause. Jesus und die milde Jungfrau schenke gnädig, dass nicht schädliches Wüten sich erhebe oder Sturmwinde zerstören.)

- 1725
 Am „Haus zur Groe“ in Marktbreit am Main:
 EN MEA SPES AEDES CERTAE AC PAX ARXQVE BEATA = MDCCXXV
 (Seht meine Hoffnung: ein sicheres Haus und Frieden und eine glückliche Burg)

- 1728
Am Schloss Cappenberg in Selm:
ignes aCfVLgVra aVertat ALtIssIMI DeXtera = MDCLLXVVVIII = 1728
(Blitz und Brand wende ab des Höchsten (i.e. Gottes) Hand!)

- 1728
An der Johannes-Nepomuk-Kapelle im 2. Wiener Gemeindebezirk:
TABORINVS AVGVSTO SIT HOC EXOMINE DECOR
(Dieses heilige Wahrzeichen sei dem Tabor zur Zier)[15]

- 1730
 Doppelchronogramm im Gemälde Karl der Große von Johann Chrysanth Bollenrath im Aachener Rathaus:
 CaroLVs MagnVs hVIVs seDIs regaLIs et VrbIs granensIs = MDCLLVVVVVIIIII / et /
 LaVDabILIs De pannIs IbI statVentIs IVDICII patronVs = DDDCLLVVVVIIIIIIIIII
 (Karl der Große, Patron dieses königlichen Sitzes und der Stadt Aachen sowie des löblichen hiesigen Werkmeistergerichts)

- 1730
2/3 Taler der Grafschaft Stolberg, auf das Reformationsjubiläum, Psalm 19 Vers 2:
VVOHL DENEN DIE SEINE ZEVGNISSE HALTEN DIE IHN VON GANZEN HERZEN SVCHEN
(Es müsste eigentlich von ganzem Herzen statt ganzen heißen, aber dann wäre das Chronogramm misslungen.)

- 1732
 An der Kapitelschwemme in Salzburg:
 LEOPOLDVS PRINCEPS ME EXSTRVXIT = MDCLLXXVVII
 (Fürst Leopold hat mich errichtet)

- 1734
 Am Hardehauser Hof in Paderborn gibt das Chronogramm über der Pforte das Baujahr 1734 an:
 CVrIa HarDehVsana eXeMta sVb Abbate VInCentIo posIta
(Vorgelagerte Kurie des Klosters Hardehausen, erbaut unter Abt Vincenz)[16]

- 1736
 An der St.-Marien-Kirche in Grasdorf:
 DEINE GERECHTIGKEIT IST EINE EWIGE GERECHTIGKEIT VND DEIN GESETZ IST WAHRHEIT
 (Psalm 119:142. Die Kirche wurde 1736 eingeweiht)

- 1743
 An der Johann-Nepomuk-Säule an der Hahle-Brücke der B27 in Gieboldehausen:
 LINGVA TACENS DVXIT LAVROS EX PONTE TRIVMPHANS = MDCLLXXVVVVIII
 (Die schweigende Zunge zog triumphierend Ruhm aus der Brücke Johannes Nepomuk soll sich nach der Legende geweigert haben, das Beichtgeheimnis zu brechen, und wurde – tatsächlich – 1393 von der Moldau-Brücke in Prag gestürzt und ertränkt)

- 1744
 Im Tympanon der Barockkirche (des heutigen Aegidiussaals) in Bornheim-Hersel:
 SVb praesIDIo CLeMentIs AVgVstI eXaLtatVr rVrsVs = MDCLLXVVVVVVIIII
 (Unter dem Schutz von Clemens August wurde [diese Kirche] abermals erhöht [gebaut und geweiht, als Nachfolgebau einer zerstörten Kirche])

- 1745
 In den Hohlkehlen unter der Dachtraufe am Haus Residenzplatz 4, Ecke Goldgasse 18 in Salzburg:
 IaCobI ErnestI PrInCIpIs IVVaVIensIs IVssV renoVata DoMVs = MDCCVVVVVVVIIIIIIIIII
 (Jakob Ernst Fürst(Erzbischof) von Salzburg gab den Befehl, dass dieses Haus in Stand zu setzen ist)
 Vt qVIppe LappsVra IVVaretVr erreXIt IaCob LapIDeM = MDCLLXVVVVVVIIIII
 (Da tatsächlich [das Haus] baufällig war, war es eine Freude, (gleich dem) Jakob einen Stein zu errichten)
 Wortspiel, bezugnehmend auf die Bibel, 1. Buch Mose (Genesis) - Kapitel 31 - Vers 45[17][18]

- 1745
 An der Fassade des Schlossgutes Groß Schwansee:
 FaVente IehoVa ereXI, faVeat DoMInVs IehoVa CVstos ereCtI = MDCCXVVVVVVIIIII
 (Mit dem Beistand Jehovas habe ich es errichtet, möge ihm der Herr Jehova als Beschützer des Errichteten beistehen)

- 1748
 Am Epitaph Frech in Marktbreit am Main:
 FRECHIADVM EXVVIAE HAC POST FATA QVIETE FRVVNTVR = MDCCXVVVVVVVIII
 (Die sterblichen Hüllen der Familie Frech genießen nach ihren Schicksalen diese Ruhe)

- 1749
Inschrift eines Kreuzes in Zeutern:
EN SALVATOR ADEST PRAEBENS TIBI PECTVS APERTVM00INTRA IBI SVSPIRANS SALVVS ET IVSTVS IBIS
(Sieh da, der Erlöser! Er bietet dir sein im Innersten geöffnetes Herz dar. Wenn du da aufseufzest, wirst du geheilter und gerecht weitergehen.)[19]

- 1750
 Kloster Heisterbach:
 PAX CVIQVE INTRANTI RVRSVM PAX HINC REDEVNTI = MDCCXXVVVVVIIIII
 (anno) ROMAE SANCTO DE SOLO ATTOLLEBAR = MDCLLL

- 1751
 Nahe der Aegidiuskirche in Bornheim-Hersel:
 ChrIsto Dabat CLeMens = MDCCLI
 (Clemens weihte [dieses Steinkreuz] Christus)
 Auf denselben Fürsten und dasselbe Jahr 1751 bezieht sich ein Chronogramm an der „Heiligen Stiege“ auf dem Bonner Kreuzberg:
 SCaLa IesV pro nobIs passI a CLeMente AVgVsto ELeCtore et AntIstIte CoLonIensI pIe aVgVste pretIose eXstrVCta et fInIta = MCCCCCLLLLXVVVVVVIIIIIIIIIII
 (Die Stiege Jesu, der für uns gelitten hat, von Clemens August, dem Kurfürsten und Erzbischof von Köln, fromm, erhaben und kostbar erbaut und vollendet)

- 1754
 Votivspruch am Sockel der Mariensäule in Buchen (Odenwald):
 QVI TIBI DEVOTI STATVAM POSVERE CLIENTES ISTOS AVXILIO PROTEGE VIRGO TVO = VIIIDVIVMVCLIIVXILIVIV
 (Jungfrau, beschütze diejenigen Schutzbefohlenen mit deiner Hilfe, die dir ergeben die Statue aufgestellt haben)

- 1755
 Am Portal des Domstifts in Bautzen:
 MODÔ HÔC COELÔ FAVENTE STO. = MDCCLV
 (Aus des Himmels Gunst stehe ich jetzt hier)

- 1756
 Am Steiner Stadttor in Krems:
 ConspICIte fIDeLItatIs praeMIa = MDCCLIIIIII
 (Seht auf den Lohn der Treue)

- 1757
 Am Pfarrhaus „Liebfrauen“ in Ravensburg:
PAROCHIALIS0ERECTA0DOMVS
(Pfarrhaus errichtet)

- 1757
 Auf einer Bronzeglocke von Johann Georg Ulrich (Laucha) in Niedertrebra:
 TEMPORE QVO REGIS VIX TVTIFATA DOLEBAT ANXIA SVSPIRANS IN COLA SAXONIAE
 (...zu der Zeit, als des kaum geschützten Königs angstvolles Geschick seufzend der Bewohner Sachsens betrauerte)

- 1758
 An der Orgelempore der Stadtkirche Maria Himmelfahrt in Berching:
 Deo aC gLorIosae MatrI eIVs saCra = MDCCLVIII
 (Gott und der glorreichen Mutter geweiht)

- 1758
In einer Kapelle an der linken Außenseite der Martinskirche in Landshut:
eCCe IesVs eLIgno MIre penDet

- 1759
 Auf der „Walkenrieder Friedenstafel“ in Walkenried, mit W für VV:
 IanVa nVnC IanI CLaVsa est / anno hoCCe saLVtIs / paX et WaLCkreDae saLVatorqVe DeVs = DDCCCCCLLLLXVVVVVVVVVIIII
 (Die Januspforte ist nun geschlossen / In diesem Jahre des Heils / Frieden auch in Walkenried und Gott ist der Erretter)[20]

- 1763
 Chronodistichon zum Frieden von Hubertusburg:
 Aspera beLLa sILent: reDIIt bona gratIa paCIs; o sI parta foret seMper In orbe qVIes = MDCLLLVIIIIIIII

- 1764
 Das wohl kürzeste historische Chronogramm an einem Mahnmal in Madéfalva (heute Siculeni), Széklerland:
 SICVLICIDIVM = MDCCLVVIIII
 Bis auf den Anfangsbuchstaben bilden alle andere Buchstaben die Jahreszahl des Ereignisses. Als Siculicidium wird das Massaker durch österreichische Truppen an Széklern vom 7. Januar 1764 in Madéfalva bezeichnet, das begangen wurde, nachdem wegen der Einrichtung einer Grenzwache Unruhen im Széklerland ausbrachen.

- 1764
In die Wangen von zwei sich gegenüber stehenden Kirchenbänken der Friedhofskapelle St. Martin im Singener Stadtteil Bohlingen im baden-württembergischen Landkreis Konstanz eingeschnitzt:
DIse stüeL gesteLt – VVIe Man Ine zahLe zeLLt[10]

- 1765
Über dem Eingangsbereich des Fraukircher Hofs in der rheinland-pfälzischen Ortsgemeinde Thür befindet sich ein Chronogramm – siehe Foto, das auf das Baujahr des Gebäudes – das ehemalige Priorat der Abtei Maria Laach – verweist:
DOMVS ISTA POSITA FVITAB HENRICO ABBATELACENSI

- 1767
 Auf einem Steinkreuz in Bornheim-Uedorf:
 CrVCIfIXo Data a praeLato HerMano = MDCCLXVII
 (Christi Leiden gewidmet vom Praelaten Hermann)

- 1771
 Auf dem Denkmal „Der Fußfall“ in Hochkirchen:
eX LargIs IaCobI haMaCher posIta fVIt DonIs = MDCCLXVIIIIII
 (Aus einer hochherzigen Spende des Jakobus Hamacher errichtet)

- 1771
Chronogramm in slowenischer Sprache in der Filialkirche Tibitsch in der österreichischen Gemeinde Techelsberg am Wörther See:
ChrIstVsh Nash LVbesnIVI InVDobrV // te PoVhenI IsVeLIzhar Ie KsVeteMVpe // trV RekV Pa∫sI oVze, PassI AgnIete
(Christvsh nash lvbesnivi inv dobrvte povheni isvelizhar // je k svetemv Petrv rekv pa∫si ovze, passi agniete – deutsch: »Christus // unser der Güte-volle Erlöser der zum hl. Petrus sagte, // hüte die Schafe, hüte die Lämmer«). Die roten Lettern des Chronogramms ergeben nach Theodor Domej die Jahreszahl 1771.

- 1772
Auf dem Portal der Hofeinfahrt in Kloster Banz:
SIT / BENEDICTIO NOSTRA / QVASI STELLA MATVTINA / ET IGNIS EFFVLGENS / Eccli. 50. v. 6.8.9
(Unser Segen sei wie der Morgenstern und das hervorstrahlende Feuer)
- 1773
 Auf einer Glocke von Johann Georg und Johann Gottfried Ulrich (Apolda) in Nohra:
 /GERMANIA INSIGNI ANNONIAE TRIENNIS ET NECIS ATROCITATE DIVINITVS LIBERATA/
 (Deutschland von der ungeheuren, dreijährigen Teuerung und schrecklichen Sterblichkeit durch Gottes Fügung befreit)

- 1774
 Am Pöstlingberg in Linz:
 ARA BEATAE LVGENTIS NECEM FILII QVOTIDIE PRIVILEGIATA = MDCLLLVVVIIIIIIIII = 1000 + 500 + 100 + 3*50 + 3*5 + 9 = 1774
 (Täglich privilegierter Altar der seligen [Jungfrau], welche die Ermordung ihres Sohnes betrauert)

- 1774
 Zweizeilige Inschrift am Eingang zur Wohnung der Pröpstin des Zisterzienserinnenklosters St. Gertrud in Hedersleben:
 GERTRVDIS SEDES, SVPERIS VENERABILIS ÆDES / STET SECVRA SOLO, STET BENE GRATA POLO = DDDCLLLVVVVIIII
 Die Buchstaben BI in VENERABILIS wurden bei einer Renovierung mit unpassenden Lettern ergänzt.
 (Der Sitz Gertruds, die Kirche der im Himmel Verehrungswürdigen, stehe sicher auf der Erde und stehe wohl zur Freude des Himmels)

- 1778
 In Abtei (Südtirol):
 EXVLTABVNT IN CONSPECTV DOMINI (Psalmus 97) = MDCCLXVVVIII

- 1779
In der Pfarrkirche Grins wird das Jahr der Fertigstellung der Kirche angegeben:
DIVVs NICoLaUs TeMpLI TVreLarIs PatronVs.

- 1784
Kenotaph für Maria Theresia von Liebenfels in der Pfarrkirche St. Gallus in Bietingen im baden-württembergischen Landkreis Konstanz:
TheresIa ab HornsteIn fILIa De LIebenfeLs tertIa MaII In BIettIngen oCtogInta et VnIVs annI senIo graVIs pIe obIIt – R.I.S.P.
(Theresia von Horstein, eine (geborene) Tochter von Liebenfels, starb gottesfürchtig am dritten Mai in Bietingen im einundachtzigsten Jahre, von Altersbeschwerden bedrückt. Sie möge im heiligen Frieden ruhen.)[10]

- 1785
 In Eschweiler, Erbericher Kreuz aus dem abgebaggerten Ortsteil Erberich:
 CrVCeM eXaLtabat BarDenheVer Vt VeneretVr = MDCCLXVVVVV

- 1786
 In Eschweiler, Gedenkstein aus dem abgebaggerten Ortsteil Laurenzberg:
 CrVX ChrIstI saLVtIs reDeMptIonIs Vestræ pIgnVs = MDCCLXVVVVIIIIII

- 1790
 Über dem Portal des Schumannhauses in Bonn-Endenich:
 ConsILIarIVs KaVfMann Has aeDes eXstrVI CVraVIt = MDCCLXVVVVVIIIII
 (Der [kurfürstliche] Rat Kaufmann hat dieses Haus bauen lassen)

- 1792
 Über dem Portal des Kaderhofs in Wesseling-Urfeld:
 Has aeDes aere proprIo st[r]VXIt Ioannes IosephVs CorMan benefICIatVs eX BLIntrop = MDCCLXXVVVIIIIIII
 (Johann Joseph Corman, Lehnsmann aus Blintrop, hat dieses Haus aus eigenem Vermögen gebaut)

- 1793
 Am Gymnasium in Schäßburg:
 PatrIae fILIIs VIrtVtI paLLaDIqVe sese VoVentIbVs saCrVM = MDCLLLVVVVVVVIIIIIIII
 (Den Söhnen des Vaterlandes, die sich der Tugend und der Wissenschaft gewidmet haben, als Heiligtum)

- 1793
 Am Eingangsportal des Pfarrhauses von Schuttern, dem ehemaligen Refektorium des Klosters Schuttern:
 refeCtorIVM abbate pLaCIDo tertIo eXtoto renoVatVr et eXornatVr
(Das Refektorium wird auf Veranlassung des Abtes Placidus III. renoviert und ausgeschmückt)

- 1797
Am Haus Hagener Straße 105 in Iserlohn-Letmathe, in deutscher Sprache, mit 2 × W = V V:
AVS.DEN.BEITRÆGEN.VIELER.WOHLTÄTER.IST.DIESES.KAPLANEIHAVS.HIER.AVFGERICHTET.WORDEN.

- 1798
Hausinschrift „Vordere Straße 41“, Lügde; Ziffern nicht hervorgehoben; mit Fehler: statt ALTA steht heute AITA.
EX BVSTO AC PHOENIX DOMVS HAC EXSVRGITIN ALTA
(Hier aus der Brandstätte steigt wie ein König aus der Asche das Haus in die Höhe.)

### 19. Jahrhundert

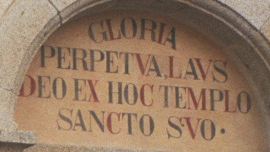
Wengen in Südtirol (1876)

- 1807
Tafel im (vermutlich) Gasthof Adler mit Chronogramm auf den Besuch von Großherzog Karl Friedrich von Baden in Oppenau:
RegIVs DVX. CarLVs FrIDerICVs noVVs OrtenaVIce PrInCeps pane oCtogenarIVs bIC CoenaVIt, eIVsqVe VXor, qVat VorqVe FILII. quinta Septembris. – BeneDICta RegIa PrInCIpaLIs FaMILIa.
(Der königliche Führer Karl Friederich, der neue Herr der Ortenau, achtzigjährig, hat hier gespeist und seine Frau und seine 4 Söhne am 5. September – Gepriesen sei die fürstlich-königliche Familie.)[21]

- 1813
 NVNC GALLICIDIVM = MDCCLLVVIII
 (Jetzt ist der Tod der Gallier) Memorialzahl bezogen auf die Völkerschlacht bei Leipzig

- 1823
 Über dem Turmeingang der Kirche St. Andreas und Matthias in Lich-Steinstraß:
 DEO SACER LOCVS VENITE IVBILEMVS = MDCCLLVVVVIII
 (Ein Gott geweihter Ort, kommt, lasset uns lobpreisen)

- 1830
 Am Ludwigsbrunnen bei Mainberg:
 LVDoVICo prIMo Laetantes et gratI CIVes sVInfortVnses = MDCCLLVVVVVIIIII
 (Ludwig dem Ersten die erfreuten und dankbaren Schweinfurter Bürger)

- 1833
Im belgischen Wallfahrtsort Banneux:
AVE CRUX INCLITA SALUS MUNDI
(Prions la croix pour le salut du monde /deutsch = Anbetung des Kreuzes für das Heil der Welt)[22]

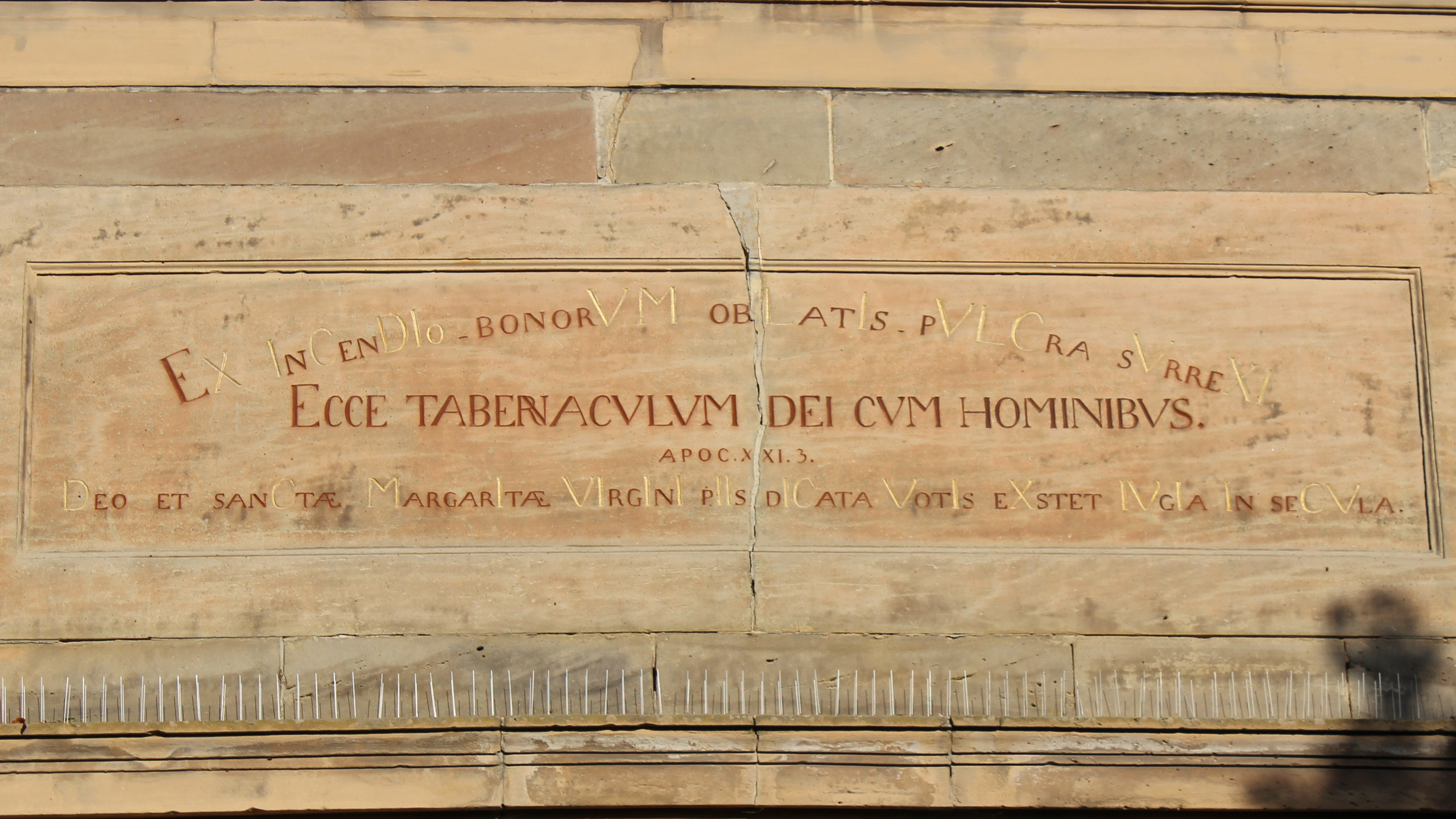
St. Margaretha in Hohenwepel

- 1839/1841
Inschrift an der Kirche St. Margaretha in Hohenwepel; die zwei Chronogramme nennen die Jahre des Wiederaufbaus der Kirche von 1839 bis 1841:
EX0INCENDIO0BONORVM0OBLATIS0PVLCRA0SURREXI (= 1839) und
 DEO0ET0SANCTÆ0MARGARITÆ0VIRGINI0PIISDICATA0VOTIS0EXSTET0IVGIA0IN0SECVLA (= 1841)

- 1845
 Über dem Portal des Benediktinerpriorats in Limbuš bei Maribor:
 FerDInanDo IVbente eX arCe fVnDItVs CoLLapsa reVIXI = DDDCCLLXXVVVVIIIII

- 1851
 Auf dem Denkmal „Der Fußfall“ in Hochkirchen:
 haeC CrVX DeVotIone aC proprIIs sVMtIbVs hVIVs pagI renVata = MDCCCXVVVVVVVIIIIII
 (Dieses Kreuz wurde aus Pietät und auf Kosten des Dorfes renoviert)

- 1864
 An der Hosannaglocke der Klosterkirche Ottobeuren:
 FVnestae saeCVLarIsatIonIs noXaM CaVsa IVbILarI eCCLesIae sVae paroChIanI OttobVrae Laetanter LVere VoLVnt = MCCCCCLLLLLLXVVVVVVVVVIIIIIIIII
 (Den Schaden der üblen Säkularisation wollen die Pfarrkinder Ottobeurens anlässlich des Jubiläums ihrer Kirche freudig wiedergutmachen)

- 1876
 In Wengen (Südtirol):
 GLORIA PERPETVA LAVS DEO EX HOC TEMPLO SANCTO SVO = MDCCLLLXVVVI
 (Ewiger Ruhm und Lob aus diesem seinem heiligen Tempel)

- 1884
 In der Klosterkirche in Einsiedeln:
 In aVLa gLorIosae VIrgInIs MarIa honorIfICetVr DeVs In saeCVLa = MDCCLLLVVVVVIIIIIIIII
 (Im Gotteshaus der herrlichen Jungfrau Maria soll Gott in Ewigkeit verehrt werden)

- 1888
Im Herrenhaus Wellingsbüttel in Hamburg, in deutscher Sprache, mit 2 × Ü = V E und 5 × W = V V
KEIN SCHLOSS IN ALLER WELT, NOCH WAS ES BIRGT AN SCHÄTZEN,
KANN WELLINGSBÜTTEL IE ALS LIEBLINGSPLATZ ERSETZEN,
SO LANG ZVFRIEDENHEIT, GLÜCK, FROHSINN ES BEWOHNEN,
SO LANGE ZVIETRACHT NOTH, WIE KRANKHEIT ES VERSCHONEN.

- 1890
 Über dem Eingang der Kirche Notre Dame in Spalbeek (Limburg):
 SeCVnDa DIe IVnII ConseCraVIt DoVtreLoVX = DDDCCCLXVVVVVIIIII

- 1890
Über einem Seiteneingang der katholischen Pfarrkirche St. Johannes Baptist in Herford:
ECCLESIA TANDEM EXTENSA SIT INTRANTI LVX SALVS ET VITA
(Endlich breitete sich die Kirche aus, so dass Licht, Heil und Leben Eingang finden mögen.)

- 1895
 An der Kirche zu Rémeling:
 QVI ChrIsto serVIs, VenI qVaeso, eX CorDe oreqVe SebastIanVM CoLe = MDCCCLXVVVVVVIIIII
 (Der, der du Christus dienst, komm, verehre Sebastian mit Herz und Mund)

- 1896
 An einem Straßenkreuz in Bliesheim:
 SIt IesV ChrIstI CrVX In CaeLVM nobIs DVX = MDCCCLXXVVVVIIIIII
 (Sei das Kreuz Jesu Christi unser Führer zum Himmel)

### 20. Jahrhundert
- 1907
Siebold-Gymnasium in Würzburg:
forMa sChoLae a Franz Rank arCIteCto LIberIs IngenIosIs DesIgnata est
(Der Grundriss der Schule wurde vom Architekten Franz Rank für begabte Kinder entworfen)[23] – Siehe auch 1961.

- 1911
Glasfensterinschrift im Kuppelsaal des St.-Gallus-Stifts (jetzt Vorarlberger Landesbibliothek) in Bregenz:
 BeneDICta gLorIa ChrIstI In teMpLo sanCto eIVs = MDCCCLLVIIIIII
 (Gelobt sei der Ruhm Christi in diesem heiligen Tempel)

- 1959
Am Haupteingang des Stadtgymnasiums Dortmund:
sChoLa treMonIensIs beLLo DIrVta e CInere refeCta = MDCCCLLLVIIII
 (Dortmunder Schule im Krieg zerstört und aus Asche wieder auferstanden.)

- 1961
Siebold-Gymnasium in Würzburg:
FrVeheres kgL. ReaLgyM. zV WVerzbVrg, spaeter benannt naCh PhILIpp Franz Von SIeboLD, WeIt bekannter Arzt, BotanIker, Iapan- V. NatVrforsCher.[23] – Siehe auch 1907.

- 1967
Im Josefskapellchen in Mützenich zur Neuerrichtung der Kapelle:
 SANCTE IOSEPH LABORVM NOSTRORVM PROTECTOR FIDELIS LABORA NOBISCVM = MDCCCCLLLVVVII
 Ein unsauberes Chronogramm, da zwei M und ein I nicht vergrößert sind und daher uneingerechnet bleiben.

### 21. Jahrhundert

Chronogramm an der Universität Innsbruck zu Ehren des neuen Rektors Karlheinz Töchterle (2007)

- 2000
 Anlässlich der Restaurierung am Orgelprospekt der Klosterkirche Maria Laach:
 AVe MarIa / VIrgo DeI genItrIX / aLLeLVIa / pLebIs tVae CantIbVs / aVres InCLIna = MDCCLLLLLXVVVVVVIIIIIIIIII
 (Gruß dir Maria, Gottes Mutter und Jungfrau, Alleluja, zu den Liedern des Volkes neige die Ohren)

- 2005
 Zur Wahl von Papst Benedikt XVI.:
 habeMVs papaM = MMV
 (Habemus papam = Wir haben einen Papst)

- 2007
 In der Universität in Innsbruck zu Ehren des neugewählten Rektors Karlheinz Töchterle:
 pLaVsVs eXhIbetVr VnIVersItatIs OenIpontanae MagnIfICo reCtorI neoeLeCto KarLheInz TöChterLe VVLgo fILIoLae[24] a CoLLegIs = MCCCCCLLLLLLLLLXVVVVVVVIIIIIIIIIIII (1000+5⋅100+9⋅50+10+7⋅5+12⋅1 = 2007)

- 2010
 An der Sonnenuhr an der Stadtpfarrkirche Mariä Himmelfahrt in Landsberg am Lech:
 Hora Ista nos pIe fIrMa VIrgo MarIa = MMVIIIII
 (In dieser Stunde stärke uns gütig, Jungfrau Maria)

- 2021
Angelaschule in Osnabrück:
 VT COVID-XIX VIRVS PERBREVI VINCATVR IVVANTE SCIENTIA PERITIIS NOVIS VIRIBVS VNITIS MVTVOQVE RESPECTV!
(Möge das Covid-19 Virus in aller Kürze besiegt werden mit Hilfe der Wissenschaft, mit neuen Erfahrungen, mit vereinten Kräften und gegenseitiger Rücksichtnahme!)[25]

- 2024
 Grußkarte zum Neuen Jahr 2024:
 PAX DOMINI ADIVVABIT. Psalm 22,20.